# 1995
Portal Geschichte | Portal Biografien | Aktuelle Ereignisse | Jahreskalender | Tagesartikel

◄ |
19. Jahrhundert |
20. Jahrhundert
| 21. Jahrhundert

◄ |
1960er |
1970er |
1980er |
1990er
| 2000er | 2010er | 2020er | ►

◄◄ |
◄ |
1991 |
1992 |
1993 |
1994 |
1995
| 1996 | 1997 | 1998 | 1999 | ► | ►►
 Jan.
| Feb.
| Mär.
| Apr.
| Mai
| Jun.
| Jul.
| Aug.
| Sep.
| Okt.
| Nov.
| Dez.
Staatsoberhäupter · Wahlen · Nekrolog  · Literaturjahr · Musikjahr · Filmjahr · Rundfunkjahr · Sportjahr
| Januar | Januar | Januar | Januar | Januar | Januar | Januar | Januar |
| Kw     | Mo     | Di     | Mi     | Do     | Fr     | Sa     | So     |
| ------ | ------ | ------ | ------ | ------ | ------ | ------ | ------ |
| 52     |        |        |        |        |        |        | 1      |
| 1      | 2      | 3      | 4      | 5      | 6      | 7      | 8      |
| 2      | 9      | 10     | 11     | 12     | 13     | 14     | 15     |
| 3      | 16     | 17     | 18     | 19     | 20     | 21     | 22     |
| 4      | 23     | 24     | 25     | 26     | 27     | 28     | 29     |
| 5      | 30     | 31     |        |        |        |        |        |

| Februar | Februar | Februar | Februar | Februar | Februar | Februar | Februar |
| Kw      | Mo      | Di      | Mi      | Do      | Fr      | Sa      | So      |
| ------- | ------- | ------- | ------- | ------- | ------- | ------- | ------- |
| 5       |         |         | 1       | 2       | 3       | 4       | 5       |
| 6       | 6       | 7       | 8       | 9       | 10      | 11      | 12      |
| 7       | 13      | 14      | 15      | 16      | 17      | 18      | 19      |
| 8       | 20      | 21      | 22      | 23      | 24      | 25      | 26      |
| 9       | 27      | 28      |         |         |         |         |         |

| März | März | März | März | März | März | März | März |
| Kw   | Mo   | Di   | Mi   | Do   | Fr   | Sa   | So   |
| ---- | ---- | ---- | ---- | ---- | ---- | ---- | ---- |
| 9    |      |      | 1    | 2    | 3    | 4    | 5    |
| 10   | 6    | 7    | 8    | 9    | 10   | 11   | 12   |
| 11   | 13   | 14   | 15   | 16   | 17   | 18   | 19   |
| 12   | 20   | 21   | 22   | 23   | 24   | 25   | 26   |
| 13   | 27   | 28   | 29   | 30   | 31   |      |      |

| April | April | April | April | April | April | April | April |
| Kw    | Mo    | Di    | Mi    | Do    | Fr    | Sa    | So    |
| ----- | ----- | ----- | ----- | ----- | ----- | ----- | ----- |
| 13    |       |       |       |       |       | 1     | 2     |
| 14    | 3     | 4     | 5     | 6     | 7     | 8     | 9     |
| 15    | 10    | 11    | 12    | 13    | 14    | 15    | 16    |
| 16    | 17    | 18    | 19    | 20    | 21    | 22    | 23    |
| 17    | 24    | 25    | 26    | 27    | 28    | 29    | 30    |

| Mai | Mai | Mai | Mai | Mai | Mai | Mai | Mai |
| Kw  | Mo  | Di  | Mi  | Do  | Fr  | Sa  | So  |
| --- | --- | --- | --- | --- | --- | --- | --- |
| 18  | 1   | 2   | 3   | 4   | 5   | 6   | 7   |
| 19  | 8   | 9   | 10  | 11  | 12  | 13  | 14  |
| 20  | 15  | 16  | 17  | 18  | 19  | 20  | 21  |
| 21  | 22  | 23  | 24  | 25  | 26  | 27  | 28  |
| 22  | 29  | 30  | 31  |     |     |     |     |

| Juni | Juni | Juni | Juni | Juni | Juni | Juni | Juni |
| Kw   | Mo   | Di   | Mi   | Do   | Fr   | Sa   | So   |
| ---- | ---- | ---- | ---- | ---- | ---- | ---- | ---- |
| 22   |      |      |      | 1    | 2    | 3    | 4    |
| 23   | 5    | 6    | 7    | 8    | 9    | 10   | 11   |
| 24   | 12   | 13   | 14   | 15   | 16   | 17   | 18   |
| 25   | 19   | 20   | 21   | 22   | 23   | 24   | 25   |
| 26   | 26   | 27   | 28   | 29   | 30   |      |      |

| Juli | Juli | Juli | Juli | Juli | Juli | Juli | Juli |
| Kw   | Mo   | Di   | Mi   | Do   | Fr   | Sa   | So   |
| ---- | ---- | ---- | ---- | ---- | ---- | ---- | ---- |
| 26   |      |      |      |      |      | 1    | 2    |
| 27   | 3    | 4    | 5    | 6    | 7    | 8    | 9    |
| 28   | 10   | 11   | 12   | 13   | 14   | 15   | 16   |
| 29   | 17   | 18   | 19   | 20   | 21   | 22   | 23   |
| 30   | 24   | 25   | 26   | 27   | 28   | 29   | 30   |
| 31   | 31   |      |      |      |      |      |      |

| August | August | August | August | August | August | August | August |
| Kw     | Mo     | Di     | Mi     | Do     | Fr     | Sa     | So     |
| ------ | ------ | ------ | ------ | ------ | ------ | ------ | ------ |
| 31     |        | 1      | 2      | 3      | 4      | 5      | 6      |
| 32     | 7      | 8      | 9      | 10     | 11     | 12     | 13     |
| 33     | 14     | 15     | 16     | 17     | 18     | 19     | 20     |
| 34     | 21     | 22     | 23     | 24     | 25     | 26     | 27     |
| 35     | 28     | 29     | 30     | 31     |        |        |        |

| September | September | September | September | September | September | September | September |
| Kw        | Mo        | Di        | Mi        | Do        | Fr        | Sa        | So        |
| --------- | --------- | --------- | --------- | --------- | --------- | --------- | --------- |
| 35        |           |           |           |           | 1         | 2         | 3         |
| 36        | 4         | 5         | 6         | 7         | 8         | 9         | 10        |
| 37        | 11        | 12        | 13        | 14        | 15        | 16        | 17        |
| 38        | 18        | 19        | 20        | 21        | 22        | 23        | 24        |
| 39        | 25        | 26        | 27        | 28        | 29        | 30        |           |

| Oktober | Oktober | Oktober | Oktober | Oktober | Oktober | Oktober | Oktober |
| Kw      | Mo      | Di      | Mi      | Do      | Fr      | Sa      | So      |
| ------- | ------- | ------- | ------- | ------- | ------- | ------- | ------- |
| 39      |         |         |         |         |         |         | 1       |
| 40      | 2       | 3       | 4       | 5       | 6       | 7       | 8       |
| 41      | 9       | 10      | 11      | 12      | 13      | 14      | 15      |
| 42      | 16      | 17      | 18      | 19      | 20      | 21      | 22      |
| 43      | 23      | 24      | 25      | 26      | 27      | 28      | 29      |
| 44      | 30      | 31      |         |         |         |         |         |

| November | November | November | November | November | November | November | November |
| Kw       | Mo       | Di       | Mi       | Do       | Fr       | Sa       | So       |
| -------- | -------- | -------- | -------- | -------- | -------- | -------- | -------- |
| 44       |          |          | 1        | 2        | 3        | 4        | 5        |
| 45       | 6        | 7        | 8        | 9        | 10       | 11       | 12       |
| 46       | 13       | 14       | 15       | 16       | 17       | 18       | 19       |
| 47       | 20       | 21       | 22       | 23       | 24       | 25       | 26       |
| 48       | 27       | 28       | 29       | 30       |          |          |          |

| Dezember | Dezember | Dezember | Dezember | Dezember | Dezember | Dezember | Dezember |
| Kw       | Mo       | Di       | Mi       | Do       | Fr       | Sa       | So       |
| -------- | -------- | -------- | -------- | -------- | -------- | -------- | -------- |
| 48       |          |          |          |          | 1        | 2        | 3        |
| 49       | 4        | 5        | 6        | 7        | 8        | 9        | 10       |
| 50       | 11       | 12       | 13       | 14       | 15       | 16       | 17       |
| 51       | 18       | 19       | 20       | 21       | 22       | 23       | 24       |
| 52       | 25       | 26       | 27       | 28       | 29       | 30       | 31       |

| Januar | Januar | Januar | Januar | Januar | Januar | Januar | Januar |
| Kw     | Mo     | Di     | Mi     | Do     | Fr     | Sa     | So     |
| ------ | ------ | ------ | ------ | ------ | ------ | ------ | ------ |
| 52     |        |        |        |        |        |        | 1      |
| 1      | 2      | 3      | 4      | 5      | 6      | 7      | 8      |
| 2      | 9      | 10     | 11     | 12     | 13     | 14     | 15     |
| 3      | 16     | 17     | 18     | 19     | 20     | 21     | 22     |
| 4      | 23     | 24     | 25     | 26     | 27     | 28     | 29     |
| 5      | 30     | 31     |        |        |        |        |        |

| Februar | Februar | Februar | Februar | Februar | Februar | Februar | Februar |
| Kw      | Mo      | Di      | Mi      | Do      | Fr      | Sa      | So      |
| ------- | ------- | ------- | ------- | ------- | ------- | ------- | ------- |
| 5       |         |         | 1       | 2       | 3       | 4       | 5       |
| 6       | 6       | 7       | 8       | 9       | 10      | 11      | 12      |
| 7       | 13      | 14      | 15      | 16      | 17      | 18      | 19      |
| 8       | 20      | 21      | 22      | 23      | 24      | 25      | 26      |
| 9       | 27      | 28      |         |         |         |         |         |

| März | März | März | März | März | März | März | März |
| Kw   | Mo   | Di   | Mi   | Do   | Fr   | Sa   | So   |
| ---- | ---- | ---- | ---- | ---- | ---- | ---- | ---- |
| 9    |      |      | 1    | 2    | 3    | 4    | 5    |
| 10   | 6    | 7    | 8    | 9    | 10   | 11   | 12   |
| 11   | 13   | 14   | 15   | 16   | 17   | 18   | 19   |
| 12   | 20   | 21   | 22   | 23   | 24   | 25   | 26   |
| 13   | 27   | 28   | 29   | 30   | 31   |      |      |

| April | April | April | April | April | April | April | April |
| Kw    | Mo    | Di    | Mi    | Do    | Fr    | Sa    | So    |
| ----- | ----- | ----- | ----- | ----- | ----- | ----- | ----- |
| 13    |       |       |       |       |       | 1     | 2     |
| 14    | 3     | 4     | 5     | 6     | 7     | 8     | 9     |
| 15    | 10    | 11    | 12    | 13    | 14    | 15    | 16    |
| 16    | 17    | 18    | 19    | 20    | 21    | 22    | 23    |
| 17    | 24    | 25    | 26    | 27    | 28    | 29    | 30    |

| Mai | Mai | Mai | Mai | Mai | Mai | Mai | Mai |
| Kw  | Mo  | Di  | Mi  | Do  | Fr  | Sa  | So  |
| --- | --- | --- | --- | --- | --- | --- | --- |
| 18  | 1   | 2   | 3   | 4   | 5   | 6   | 7   |
| 19  | 8   | 9   | 10  | 11  | 12  | 13  | 14  |
| 20  | 15  | 16  | 17  | 18  | 19  | 20  | 21  |
| 21  | 22  | 23  | 24  | 25  | 26  | 27  | 28  |
| 22  | 29  | 30  | 31  |     |     |     |     |

| Juni | Juni | Juni | Juni | Juni | Juni | Juni | Juni |
| Kw   | Mo   | Di   | Mi   | Do   | Fr   | Sa   | So   |
| ---- | ---- | ---- | ---- | ---- | ---- | ---- | ---- |
| 22   |      |      |      | 1    | 2    | 3    | 4    |
| 23   | 5    | 6    | 7    | 8    | 9    | 10   | 11   |
| 24   | 12   | 13   | 14   | 15   | 16   | 17   | 18   |
| 25   | 19   | 20   | 21   | 22   | 23   | 24   | 25   |
| 26   | 26   | 27   | 28   | 29   | 30   |      |      |

| Juli | Juli | Juli | Juli | Juli | Juli | Juli | Juli |
| Kw   | Mo   | Di   | Mi   | Do   | Fr   | Sa   | So   |
| ---- | ---- | ---- | ---- | ---- | ---- | ---- | ---- |
| 26   |      |      |      |      |      | 1    | 2    |
| 27   | 3    | 4    | 5    | 6    | 7    | 8    | 9    |
| 28   | 10   | 11   | 12   | 13   | 14   | 15   | 16   |
| 29   | 17   | 18   | 19   | 20   | 21   | 22   | 23   |
| 30   | 24   | 25   | 26   | 27   | 28   | 29   | 30   |
| 31   | 31   |      |      |      |      |      |      |

| August | August | August | August | August | August | August | August |
| Kw     | Mo     | Di     | Mi     | Do     | Fr     | Sa     | So     |
| ------ | ------ | ------ | ------ | ------ | ------ | ------ | ------ |
| 31     |        | 1      | 2      | 3      | 4      | 5      | 6      |
| 32     | 7      | 8      | 9      | 10     | 11     | 12     | 13     |
| 33     | 14     | 15     | 16     | 17     | 18     | 19     | 20     |
| 34     | 21     | 22     | 23     | 24     | 25     | 26     | 27     |
| 35     | 28     | 29     | 30     | 31     |        |        |        |

| September | September | September | September | September | September | September | September |
| Kw        | Mo        | Di        | Mi        | Do        | Fr        | Sa        | So        |
| --------- | --------- | --------- | --------- | --------- | --------- | --------- | --------- |
| 35        |           |           |           |           | 1         | 2         | 3         |
| 36        | 4         | 5         | 6         | 7         | 8         | 9         | 10        |
| 37        | 11        | 12        | 13        | 14        | 15        | 16        | 17        |
| 38        | 18        | 19        | 20        | 21        | 22        | 23        | 24        |
| 39        | 25        | 26        | 27        | 28        | 29        | 30        |           |

| Oktober | Oktober | Oktober | Oktober | Oktober | Oktober | Oktober | Oktober |
| Kw      | Mo      | Di      | Mi      | Do      | Fr      | Sa      | So      |
| ------- | ------- | ------- | ------- | ------- | ------- | ------- | ------- |
| 39      |         |         |         |         |         |         | 1       |
| 40      | 2       | 3       | 4       | 5       | 6       | 7       | 8       |
| 41      | 9       | 10      | 11      | 12      | 13      | 14      | 15      |
| 42      | 16      | 17      | 18      | 19      | 20      | 21      | 22      |
| 43      | 23      | 24      | 25      | 26      | 27      | 28      | 29      |
| 44      | 30      | 31      |         |         |         |         |         |

| November | November | November | November | November | November | November | November |
| Kw       | Mo       | Di       | Mi       | Do       | Fr       | Sa       | So       |
| -------- | -------- | -------- | -------- | -------- | -------- | -------- | -------- |
| 44       |          |          | 1        | 2        | 3        | 4        | 5        |
| 45       | 6        | 7        | 8        | 9        | 10       | 11       | 12       |
| 46       | 13       | 14       | 15       | 16       | 17       | 18       | 19       |
| 47       | 20       | 21       | 22       | 23       | 24       | 25       | 26       |
| 48       | 27       | 28       | 29       | 30       |          |          |          |

| Dezember | Dezember | Dezember | Dezember | Dezember | Dezember | Dezember | Dezember |
| Kw       | Mo       | Di       | Mi       | Do       | Fr       | Sa       | So       |
| -------- | -------- | -------- | -------- | -------- | -------- | -------- | -------- |
| 48       |          |          |          |          | 1        | 2        | 3        |
| 49       | 4        | 5        | 6        | 7        | 8        | 9        | 10       |
| 50       | 11       | 12       | 13       | 14       | 15       | 16       | 17       |
| 51       | 18       | 19       | 20       | 21       | 22       | 23       | 24       |
| 52       | 25       | 26       | 27       | 28       | 29       | 30       | 31       |

## Jahreswidmungen
- Internationales Jahr des Gedenkens an die Opfer des Zweiten Weltkriegs

## Ereignisse

### Politik und Weltgeschehen

#### Januar
- 01. Januar: Kaspar Villiger wird Bundespräsident der Schweiz.
- 01. Januar: Bolivien. Die Reform des Erziehungswesens tritt in Kraft.
- 01. Januar: Die Freihandelszone zwischen Brasilien, Argentinien, Uruguay und Paraguay tritt in Kraft.
- 01. Januar: Österreich, Schweden und Finnland treten der EU bei.
- 01. Januar: Das Freihandelsabkommen zwischen Litauen und der EU tritt in Kraft.
- 01. Januar: In Deutschland wird die Pflegeversicherung eingeführt.
- 02. Januar: Durch die Privatisierung der Deutschen Bundespost entstehen die Aktiengesellschaften Deutsche Post AG, Deutsche Postbank AG sowie die Deutsche Telekom AG.
- 25. Januar: Der „norwegische Raketenzwischenfall“ führt dazu, dass der russische Präsident Boris Jelzin den Atomkoffer aktiviert, der erste und bislang einzige Vorfall dieser Art.
- 25. Januar: Albanien unterzeichnet mit der NATO ein individuelles Partnerschaftsabkommen.
- 25. Januar: Bulgarien. Schan Widenow wird Ministerpräsident.
- 31. Januar: Zur Bewältigung der Tequila-Krise bewilligt US-Präsident Bill Clinton für ein internationales Hilfspaket zu Gunsten Mexikos einen Anteil von zwanzig Milliarden US-Dollar.

#### Februar
- 01. Februar: Assoziierungsabkommen zwischen der EU und Rumänien.
- 07. Februar: In Islamabad wird Ramzi Ahmed Yousef festgenommen. Er wird verdächtigt, einer der Drahtzieher beim Bombenanschlag auf das World Trade Center 1993 gewesen zu sein. Pakistan liefert ihn deshalb später an die Vereinigten Staaten aus, wo er zu 240 Jahren Haft verurteilt wird.
- 11. Februar: Eröffnung der Botschaft Kirgisistans in Bonn.

#### März
- 10. März: Griechenland. Konstantinos Stefanopoulos wird Staatspräsident.
- 20. März: Anschlag Ōmu Shinrikyōs mit Sarin in der U-Bahn von Tokio.
- 26. März: Islam Abduganijewitsch Karimow wird als Staatspräsident in Usbekistan in seinem Amt bestätigt.
- 26. März: Das Schengener Durchführungsübereinkommen von 1990 tritt in Kraft.
- 28. März: Kasachstan. Nursultan Nasarbajew löst das Parlament wegen Ungültigkeit der letzten Wahlen auf.
- 29. März: Tunesien wird Vollmitglied in der WTO (Welthandelsorganisation).

#### April
- 09. April: Kongress- und Präsidentschaftswahlen in Peru.
- 19. April: Bombenanschlag auf das Murrah Federal Building in Oklahoma City: 168 Menschen kommen ums Leben.
- 25. April: Der erste Castor-Behälter erreicht Gorleben.
- 27. April: Der Nationalfonds der Republik Österreich für Opfer des Nationalsozialismus wird gegründet
- 29. April: Kasachstan. Verlängerung der Amtszeit des Staatspräsidenten Nursultan Nasarbajew.
- 30. April: Großbritannien. Besetzung der Ölplattform Brent Spar durch Greenpeace-Aktivisten.

#### Mai
- 01. Mai: Beitritt Liechtensteins zum Europäischen Wirtschaftsraum (EWR).
- 06. Mai: Äthiopien. Erste freie demokratische Bundes- und Regionalwahlen.
- 07. Mai: Frankreich. Jacques Chirac wird zum französischen Staatspräsident gewählt.
- 12. Mai: Unterzeichnung des Assoziationsabkommens zwischen der EU und Lettland.
- 14. Mai: der sechsjährige Gendün Chökyi Nyima wird zum 11. tibetischen Penchen Lama erkoren. Drei Tage verschwindet er zusammen mit seinen Eltern. Die chinesischen Behörden erklären später, dass er an einen sicheren Ort verbracht worden sei.
- 14. Mai: in Nordrhein-Westfalen: Johannes Rau bleibt Ministerpräsident; er bildet später die erste rot-grüne Koalition in NRW.
- 21. Mai: Parlamentswahlen in Belgien
- 25. Mai: Tuzla-Massaker: Bei einem Granateneinschlag im Zentrum der zur UN-Schutzzone erklärten Stadt Tuzla in Nordostbosnien werden 71 Menschen getötet und 173 weitere verletzt.

#### Juni
- 14. Juni: Geiselnahme von Budjonnowsk
- 15. Juni: Der 21. Weltwirtschaftsgipfel wird im kanadischen Halifax eröffnet. An den Beratungen nimmt auch der russische Präsident Boris Jelzin teil.
- 20. Juni: Keith Claudius Mitchell wird Premierminister von Grenada.
- 27. Juni: Katar. Hamad bin Chalifa Al Thani wird Staatsoberhaupt. Er setzt seinen Vater ab und übernimmt die Amts- und Staatsgewalt.
- 30. Juni: Der Bundestag billigt einen Bosnien-Einsatz der Bundeswehr.
- 30. Juni: Die Marshallinseln werden Mitglied in der UNESCO.

#### Juli
- 04. Juli: Henning Scherf wird in der Bremischen Bürgerschaft zum Regierungschef einer Großen Koalition gewählt.
- 10. Juli: Das Militärregime in Myanmar, dem früheren Birma, hebt einen fast sechs Jahre währenden Hausarrest gegen die Friedensnobelpreisträgerin und Oppositionsführerin Aung San Suu Kyi auf.
- 11. Juli: Massaker von Srebrenica: In Bosnien und Herzegowina erobert die Armee der Republika Srpska unter Ratko Mladić die UN-Schutzzone Srebrenica.
- 11. Juli: US-Präsident Bill Clinton beschließt die Aufnahme diplomatischer Beziehungen zu Hanoi (Vietnam).
- 12. Juli: Die ethnische Säuberung der Stadt Srebrenica beginnt einen Tag nach der Eroberung durch Truppen der bosnischen Serben, 40.000 Einwohner werden zunächst nach Geschlechtern getrennt.
- 21. Juli: Auf einer internationalen Krisenkonferenz über Bosnien und Herzegowina sprechen sich Frankreich, Großbritannien und die USA gegen den Widerstand Russlands für massive Luftangriffe auf Stellungen der bosnischen Serben aus.
- 24. Juli: In Tel Aviv zündet ein Selbstmordattentäter eine Bombe in einem Autobus und tötet fünf Israelis, 30 Menschen werden verletzt.
- 25. Juli: In der Station Saint-Michel - Notre-Dame der Pariser RER-Linie B wird eine Bombe gezündet. Es ist der Beginn der Anschlagsserie in Frankreich 1995.
- 25. Juli: Der bosnische Serbenführer Radovan Karadžić und sein Militärchef Ratko Mladić werden wegen Verbrechen gegen die Menschlichkeit vom UN-Kriegsverbrechertribunal in Den Haag unter Anklage gestellt.
- 26. Juli: Die Mitgliedstaaten der EU unterzeichnen das Europol-Übereinkommen.
- 27. Juli: Tadeusz Mazowiecki, der UN-Menschenrechtsbeauftragte, kündigt seinen Rücktritt an und geißelt die Untätigkeit des Westens in Bosnien und Herzegowina.
- 28. Juli: Vietnam wird als siebter Mitgliedsstaat in die ASEAN aufgenommen.
- 28. Juli: Ein Geiselnehmer entführt in Köln einen Touristikbus. Bei der Geiselnahme, bei dessen Befreiungsaktion sich der Geiselnehmer erschießt, werden der Busfahrer und eine Geisel erschossen, zwei Geiseln und ein Polizist werden schwerst verletzt.

#### August
- 04. August: In Hannover beginnen die Chaostage, bei denen bis zum 6. August mehr als 2000 Teilnehmer randalieren, Geschäfte plündern und sich Straßenschlachten mit der Polizei liefern.
- 08. August: Zwei Töchter von Saddam Hussein fliehen mit ihren Familien und 15 Offizieren nach Amman, wo sie von König Hussein Asyl erhalten.
- 10. August: Der Kruzifix-Beschluss des deutschen Bundesverfassungsgerichts vom 16. Mai wird veröffentlicht. Das in der Bayerischen Volksschulordnung verlangte Anbringen eines Kreuzes im Klassenzimmer wird als Verstoß gegen die im Grundgesetz verankerte Religionsfreiheit bewertet. Die Entscheidung löst heftige politische Diskussionen aus.
- 24. August: Georgien gibt sich eine neue (demokratische) Verfassung.
- 24. August: Veröffentlichung von Windows 95.
- 29. August: In Georgien ereignet sich ein Attentat auf Eduard Schewardnadse.

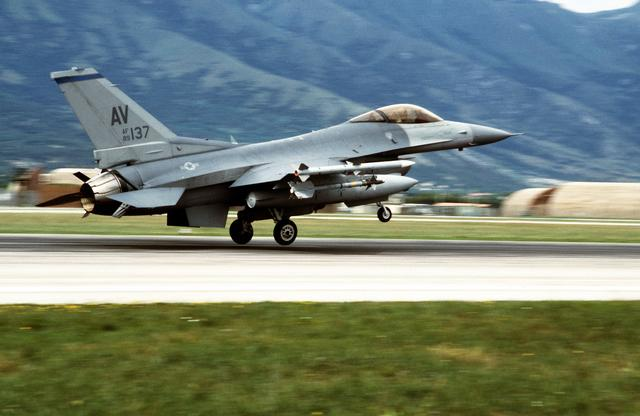
F16 der US-Luftwaffe während Deliberate Force

- 30. August: Die NATO beginnt in der Operation Deliberate Force im Bosnienkrieg mit Luftschlägen gegen militärische Objekte und Stellungen der bosnischen Serben.

#### September
- 07. September: Der französische Kernwaffentest vom Vortag auf dem Mururoa-Atoll löst auf Tahiti schwere Unruhen aus.
- 12. September: Erste Koalitionsregierung in Nepal.
- 16. September: Griechenland hebt das Embargo gegen Mazedonien auf.
- 22. September: Einweihung des Denkmals Banner of Hope für den ehemaligen ANC-Hörfunksender Radio Freedom in Johannesburg.
- 24. September: Das Interimsabkommen über das Westjordanland und den Gazastreifen zwischen Israel und der PLO wird in Taba unterzeichnet.
- 28. September: Auf den Komoren ereignet sich der Putsch von Bob Denard.

#### Oktober
- 01. Oktober: Deutschland und San Marino nehmen diplomatische Beziehungen auf.
- 05. Oktober: Niederschlagung des Putsches von Bob Denard auf den Komoren durch französisches Militär. Eine Übergangsregierung wird gebildet.
- 08. Oktober: Neue Verfassung in Uganda.
- 16. Oktober: Millionen-Mann-Marsch farbiger Bürgerrechtler in Washington, D.C.
- 19. Oktober: Mazedonien wird in den Europarat aufgenommen.
- 20. Oktober: Die Agusta-Affäre führt zum Rücktritt des belgischen NATO-Generalsekretärs Willy Claes.
- 22. Oktober: In Berlin endet die Wahl zum Abgeordnetenhaus mit Gewinnen für PDS und Grüne; die FDP scheidet aus. Eberhard Diepgen wird die große Koalition fortsetzen.
- 23. Oktober: Bei ihrem Gipfeltreffen im Staat New York einigen sich US-Präsident Bill Clinton und sein russischer Amtskollege Boris Jelzin auf eine Beteiligung russischer Soldaten an einer Bosnien-Friedenstruppe.
- 25. Oktober: Lettland stellt Antrag auf Aufnahme in die EU.
- 25. Oktober: Macau wird assoziiertes Mitglied in der UNESCO.
- 26. Oktober: Der palästinensische Arzt und Mitbegründer des „Islamischen Dschihad“, Fathi Schakaki, wird in Malta ermordet.
- 28. Oktober: António Guterres wird neuer portugiesischer Ministerpräsident.

#### November
- 05. November: Eduard Schewardnadse wird erneut zum Staatspräsidenten von Georgien gewählt.
- 06. November: In Israel kommt es zur größten Trauerfeier des Landes für den ermordeten Regierungschef Jitzchak Rabin. Staatsoberhäupter und Politiker aus 40 Nationen erweisen dem Verstorbenen die letzte Ehre.
- 08. November: Die Ukraine wird in den Europarat aufgenommen.
- 10. November: Nigerias Diktator Sani Abacha lässt die Ogoni Nine, darunter Schriftsteller Saro-Wiwa, in Port Harcourt hinrichten.
- 12. November: Erste freie Parlamentswahlen in Aserbaidschan.
- 18. November: Parlamentswahlen in Nauru.
- 19. November: Zweiter Wahlgang der Präsidentschaftswahl in Polen. Aleksander Kwaśniewski wird zum Staatspräsidenten gewählt.
- 22. November: Präsidentschaftswahlen in Nauru. Neuer Präsident wird Lagumot Harris.
- 23. November: Die Verfassung Aserbaidschans tritt in Kraft.
- 24. November: Estland stellt den Antrag auf Beitritt in die EU.
- 25. November: In Georgien tritt die neue Verfassung in Kraft.

#### Dezember
- 02. Dezember: Bei der Wahl des Legislativ-Yuans der Republik China (Taiwan) kann die regierende Kuomintang knapp ihre Parlamentsmehrheit behaupten.
- 11. Dezember: Antrag Litauens auf Aufnahme in die EU.
- 12. November: Beitritt Mosambiks zum Commonwealth of Nations als erster Staat ohne vorhergehende koloniale Beziehung zum Vereinigten Königreich.
- 14. Dezember: Kroatien unterzeichnet das Abkommen von Dayton.
- 15./16. Dezember: Die Staats- und Regierungschefs der EU einigen sich auf den Euro als gemeinsame Währung. Man vereinbart den 1. Januar 1999 als Einführungsdatum.
- 14. Dezember: Friedensabkommen von Dayton für Bosnien und Herzegowina, welches die polizeiliche Zusammenarbeit unter den Staaten regelt.
- 17. Dezember: Nationalratswahl in Österreich. Die SPÖ wird stimmenstärkste Partei.
- 17. Dezember: Parlamentswahl in Russland

### Wirtschaft
- 17. Januar: Doppelbesteuerungsabkommen zwischen Deutschland und Papua-Neuguinea
- 26. Februar: Fehlspekulationen und Manipulationen ihres Wertpapierhändlers Nick Leeson in Singapur führen zum Bankrott der renommierten Investmentbank Barings. Sie kann Zahlungsverpflichtungen von 1,4 Milliarden US-Dollar aus Derivatgeschäften nicht erfüllen.
- 6. März: Die niederländische ING Bank übernimmt zum symbolischen Preis von einem Pfund Sterling die zahlungsunfähig gewordene britische Barings Bank.
- 9. April: Doppelbesteuerungsabkommen zwischen Deutschland und den Vereinigten Arabischen Emiraten
- 21. April: Die Bukarester Börse wird neuerlich gegründet. Mit der Machtübernahme der rumänischen Kommunisten im Jahr 1945 war seither das Bank- und Finanzwesen verstaatlicht.
- 29. April: In Cottbus wird die erste Bundesgartenschau im Gebiet der neuen Bundesländer für Besucher geöffnet.
- Mai: Die erste Electronic Entertainment Expo findet in Los Angeles statt.
- 18. Mai: In Miami (Florida) wird der geflüchtete und mit Haftbefehl gesuchte deutsche Bauunternehmer Jürgen Schneider zusammen mit seiner Frau Claudia festgenommen. Durch geschönte Angaben hat er über fünf Milliarden D-Mark Bankschulden aufgehäuft.
- 20. Juni: Shell beschließt, die Ölplattform Brent Spar an Land zu entsorgen.
- 3. Juli: Doppelbesteuerungsabkommen zwischen Deutschland und Ukraine
- 3. September: Pierre Omidyar gründet in San José (Kalifornien) das Unternehmen AuctionWeb, aus dem das Internetauktionshaus eBay hervorgeht.
- 15. September: In Tokio einigen sich führende Elektronikhersteller auf einen gemeinsamen technischen Standard für DVDs.
- 21. September: Doppelbesteuerungsabkommen zwischen Deutschland und Mongolei
- 16. Oktober: Schottland und die Insel Skye sind über die für den Verkehr freigegebene Skye Bridge verbunden.
- 16. November: Doppelbesteuerungsabkommen zwischen Deutschland und Vietnam
- 8. Dezember: Doppelbesteuerungsabkommen zwischen Deutschland und Venezuela
- 15. Dezember: In der Bosman-Entscheidung des Europäischen Gerichtshofs (EuGH) wird der ablösefreie Wechsel von Profifußballspielern zu einem anderen Sportverein bei Vertragsende bestätigt. Die Anzahl der Spieler aus anderen EU-Staaten in einer Mannschaft darf außerdem nicht begrenzt werden.
- Die Metallindustrie führt die 35-Stunden-Woche (mit flexiblen Regelungen) ein. Diese Arbeitszeitverkürzung war das Ergebnis der Tarifrunde der IG Metall in Bayern, die nach 41 Jahren wieder erfolgreich zum Streik aufrief. Es wurde vom Freitag, 24. Februar 1995 bis 8. März 1995 gestreikt.

### Wissenschaft und Technik
- 1. Januar: von der automatischen Wellenmessanlage der norwegischen Ölbohrplattform Draupner-E wird während eines Sturms in der Nordsee eine einzelne Welle mit 26 m Höhe verzeichnet, die erste sichere Dokumentation einer Monsterwelle
- 20. Januar: Zwischen Le Havre und Honfleur wird nahe der Seinemündung die Schrägseilbrücke Pont de Normandie eingeweiht, die Brücke mit der größten Spannweite in Europa.
- 2. März: Physiker am Fermi National Accelerator Laboratory geben den experimentellen Nachweis des Elementarteilchens Top-Quark bekannt.
- 14. März: Norman Earl Thagard wird als erster US-amerikanischer Astronaut an Bord eines russischen Raumschiffs mit der Mission Sojus TM-21 zur Raumstation Mir mitgenommen.
- 22. März: Der sowjetische Kosmonaut Waleri Wladimirowitsch Poljakow kehrt nach dem mit 417 Tagen bisher am längsten dauernden Aufenthalt in einem Raumschiff zur Erde zurück.
- 25. März: Mit dem Portland Pattern Repository stellt Ward Cunningham das erste Wiki online.
- Vom 28. März bis 7. April findet in Berlin die 1. UN-Klimakonferenz (COP 1) statt
- 29. April: Ringförmige Sonnenfinsternis im nördlichen Südamerika
- 23. Mai: Die Programmiersprache Java wird erstmals der Öffentlichkeit vorgestellt.
- 5. Juni: Veröffentlichung von PHP 1.0.0
- 23. Juli: Die US-amerikanischen Astronomen Alan Hale und Thomas Bopp entdecken unabhängig voneinander den Kometen C/1995 O1, der den Namen Hale-Bopp erhält.
- 28. Juli: Mit Haemophilus influenzae wurde zum ersten Mal ein Genom eines Organismus vollständig entschlüsselt.
- 24. August: Microsoft veröffentlicht sein neues Betriebssystem Windows 95.
- 25. August: Von Hamburg-Finkenwerder aus startet der Airbus A319 zu seinem Erstflug.
- 3. September: Vom russischen Raumfahrtzentrum Baikonur aus startet die Mission Sojus TM-22 mit den russischen Kosmonauten Juri Pawlowitsch Gidsenko und Sergei Wassiljewitsch Awdejew sowie dem Deutschen Thomas Reiter zur Raumstation Mir.
- 5. Oktober: Michel Mayor und sein Assistent Didier Queloz verkünden auf dem „9th Cambridge Workshop on Cool Stars, Stellar Systems and the Sun“ die Entdeckung des ersten extrasolaren Planeten im Sternensystem 51 Pegasi.
- 18. Oktober: Die Stromnetze Tschechiens, Ungarns, Polens und der Slowakei werden mit den westeuropäischen UCTE-Verbundnetz synchronisiert. Die HGÜ-Kurzkupplungen in Etzenricht, Dürnrohr und Wien-Südost werden hiermit überflüssig.
- 24. Oktober: Totale Sonnenfinsternis in Südostasien
- 2. Dezember: Start der Raumsonde SOHO (Solar and Heliospheric Observatory)
- 27. Dezember: Fünfter registrierter Kernwaffentest des Jahres 1995 Frankreichs auf Mururoa
- 30. Dezember: Start des Satelliten Rossi X-ray Timing Explorer

### Kultur
Siehe auch: #Musik
- 25. Februar: In Los Angeles werden erstmals die Screen Actors Guild Awards vergeben.
- Mai: Das zweite Europäische Jugendchor Festival findet in Basel statt.
- 15. Mai: In München organisierten Lokalpolitiker, Wirtschaftsverbände und Medien eine sog. Biergartenrevolution gegen vorgezogene Sperrstunden für Biergärten.
- 16. Mai: Kulturabkommen zwischen Deutschland und Rumänien
- 24. Juni bis 7. Juli: Christo und Jeanne-Claude: Verhüllter Reichstag, Berlin, 1971–1995
- 22. August: Kulturabkommen zwischen Deutschland und Tadschikistan. In Kraft seit dem 18. Juni 2003.
- 11. Oktober: Kulturabkommen zwischen Deutschland und Republik Moldau
- 20. Oktober: Ein Kino in Mumbai führt zum ersten Mal den Hindi-Film Wer zuerst kommt, kriegt die Braut vor. Er wird dort ununterbrochen seither gezeigt.
- 28. November: Eröffnung des Museu d’Art Contemporani de Barcelona
- 5. Dezember: Die erste Folge der Harald Schmidt Show geht im Kölner Capitol live auf Sendung.
- 19. Dezember: Kulturabkommen zwischen Deutschland und Albanien
- 21. Dezember: Kulturabkommen zwischen Deutschland und Armenien
- 22. Dezember: Kulturabkommen zwischen Deutschland und Aserbaidschan
- Gründung des Deutschen Museums Bonn
- BackRub wird entwickelt, der Vorläufer von Google.
- Die Hamburger Kunsthalle wurde um eine „Galerie der Gegenwart“ erweitert.
- Cinecittà Nürnberg, das besucherstärkste Kino Deutschlands wird eröffnet.

### Religion

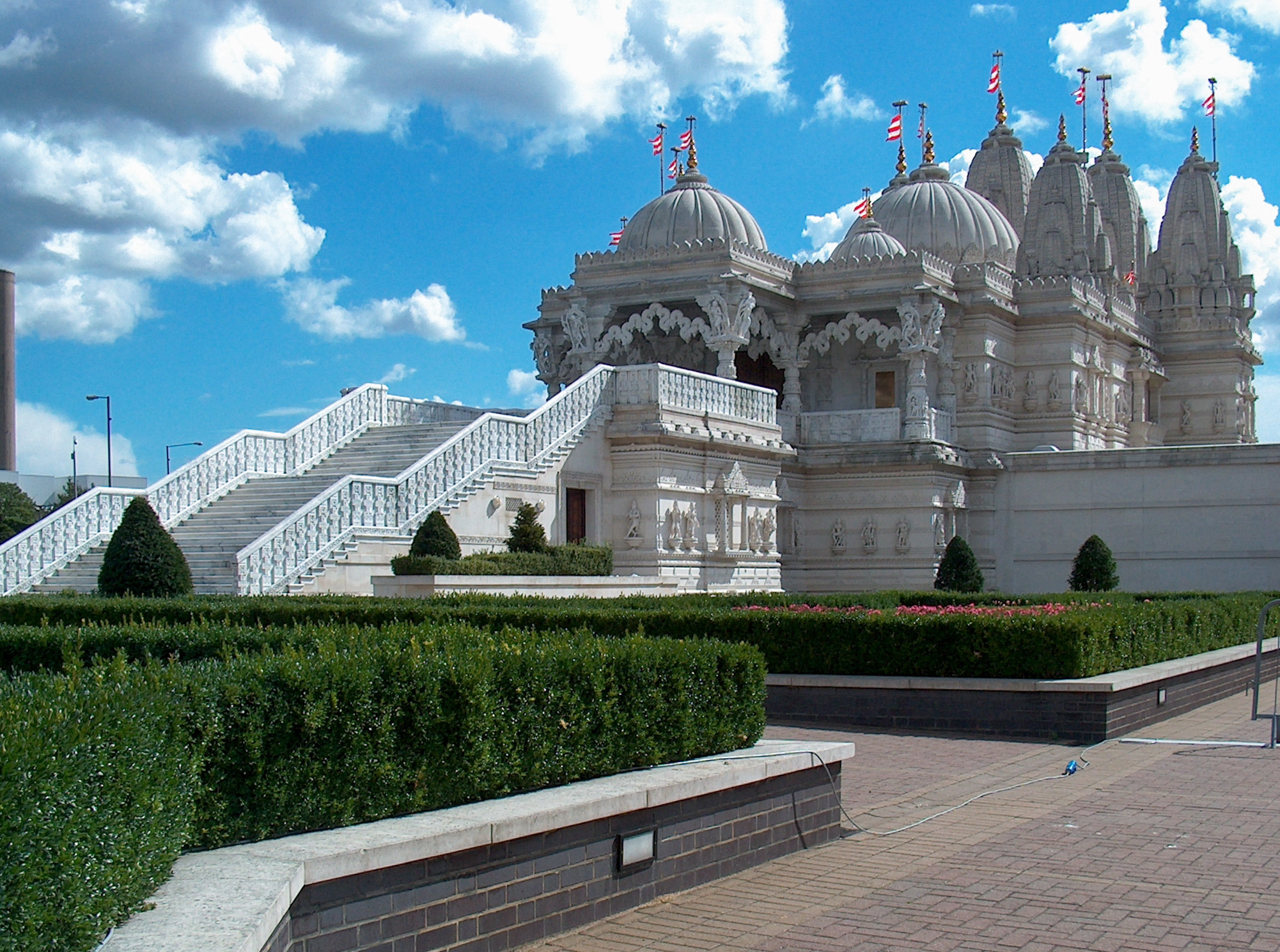
Neasden-Tempel

- 20. August: In London wird mit dem Neasden-Tempel der zu diesem Zeitpunkt größte hinduistische Tempel außerhalb Indiens eröffnet.

### Gesellschaft
- 6. Januar: Ein Wohnungsbrand in Manila führt zur Entdeckung der geplanten terroristischen Operation Bojinka. al-Qaida-Anhänger beabsichtigen damit neben Flugzeugattentaten auch einen Mordanschlag auf Papst Johannes Paul II. bei seinem Besuch der Philippinen.
- 18. März: Hochzeit der spanischen Königstochter Elena von Spanien mit Jaime de Marichalar
- 24. Juni: Enthüllung des Mahnmals für die schwulen und lesbischen Opfer des Nationalsozialismus in Köln
- 1. Juli: Hochzeit des griechischen Kronprinzen im Exil Paul von Griechenland mit Marie-Chantal Miller
- 23. September: In München gehen 20.000 Menschen gegen den Kruzifix-Beschluss des Bundesverfassungsgerichts auf die Straße.

### Sport
Einträge von Leichtathletik-Weltrekorden siehe unter der jeweiligen Disziplin unter Leichtathletik.
- 6. Februar: Mit Arantxa Sánchez Vicario rückt die erste Tennisspielerin aus Spanien an die Spitze der Tennisweltrangliste.
- 21. Februar: Dem Ballonfahrer Steve Fossett gelingt als Erstem die Überquerung des Pazifik in einem Ballon. Nach viertägiger Fahrt landet der in Südkorea gestartete Abenteurer und Milliardär in der kanadischen Provinz Saskatchewan.
- 15. März: ALBA Berlin gewinnt als erstes deutsches Team den Korać-Cup (europäischer Basketball-Pokal).
- 26. März bis 8. Oktober: Austragung der 47. FIM-Motorrad-Straßenweltmeisterschaft
- 26. März bis 12. November: Austragung der 46. Formel-1-Weltmeisterschaft
- 8. April: Oliver McCall gewinnt seinen Boxkampf und Weltmeistertitel im Schwergewicht gegen Larry Holmes im Caesars Palace, Las Vegas, durch Sieg nach Punkten.
- 9. April: Die Kölner Haie gewinnen die erste deutsche Meisterschaft der neu gegründeten Deutschen Eishockey Liga.
- 22. April: George Foreman gewinnt umstritten seinen Boxkampf und Titelverteidigung im Schwergewicht gegen Axel Schulz in Las Vegas durch Sieg nach Punkten.
- 28./29. April: Das Wrestlingevent „Collision in Korea“ wird in Pjöngjang ausgetragen.
- 28. Mai: Jacques Villeneuve gewinnt die 500 Meilen von Indianapolis, nachdem er zwei Runden Rückstand – die er sich durch eine Zeitstrafe eingefangen hatte – wieder aufgeholt hatte.
- 17. Juni: Borussia Dortmund ist nach 32 Jahren wieder Deutscher Meister. Mit einem 2:0 gegen den Hamburger Sportverein sichern sich die Westfalen den ersten Titel in der Fußball-Bundesliga. Die Saison 1994/95 war die letzte mit der alten Zwei-Punkte-Regel.
- 24. Juni: Südafrika gewinnt das Finale der Rugby-Union-Weltmeisterschaft in Johannesburg 15:12 gegen Neuseeland.
- 23. Juli: Der Spanier Miguel Induráin gewinnt zum fünften und letzten Mal die Tour de France. Er ist der erste Sportler, welcher dieses Rennen fünfmal in Folge gewinnen kann.
- 2. September: Frank Bruno gewinnt seinen Boxkampf und Weltmeistertitel im Schwergewicht gegen Oliver McCall im Wembley-Stadion, London, durch Sieg nach Punkten

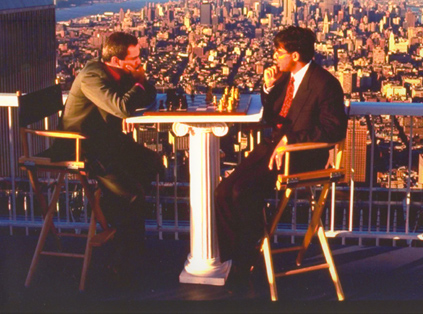
1995: Kasparow und Anand

- 11. September: Auf dem World Trade Center in New York beginnt die Schachweltmeisterschaft zwischen Titelverteidiger Garri Kasparow und Herausforderer Viswanathan Anand.
- 22. Oktober: Michael Schumacher wird zum zweiten Mal Formel-1-Weltmeister mit Benetton.
- 15. Dezember: Vor dem Europäischen Gerichtshof ergeht die sogenannte „Bosman-Entscheidung“.
- „Europäischer Fußballer des Jahres“ wird George Weah
- In England wird Jürgen Klinsmann „Fußballer des Jahres“.

### Katastrophen
Kleinere Unglücksfälle sind in den Unterartikeln von Katastrophe und in der Liste von Katastrophen aufgeführt.
- 17. Januar: Ein Erdbeben der Stärke 7,2 tritt nahe Kōbe, Japan auf, tötet 6.321 und verletzt über 32.000 Menschen sowie verursacht große Sachschäden. Siehe auch Erdbeben von Kōbe 1995.
- 28. Mai: Ein Erdbeben der Stärke 7,5 erschüttert die Stadt Neftegorsk auf Sachalin, Russland, ca. 2.000 Tote.
- 29. Juni: Einsturz des Sampoong-Gebäudes in Seoul, Südkorea. 501 Menschen sterben, 937 werden verletzt und sechs bleiben vermisst.
- Im Juli kommt es in Chicago zu einer schweren Hitzewelle, an der 525 Menschen durch Hitzschlag sterben.
- 6. September Ein Hangrutsch in den Maughan-See, in der Gipfelcaldera des Mount Parker, löst eine 6 Meter hohe Flutwelle aus die das Tal des Gao-River auf der Insel Mindanao überrollt, es sterben ca. 100 Menschen.
- 1. Oktober: Die Stadt Dinar, Türkei wird durch ein Erdbeben zerstört, ca. 100 Tote.
- 28. Oktober: Die Metro Baku trifft die bislang weltweit schwerste U-Bahn-Katastrophe. Ein vollbesetzter Zug gerät in einem Tunnel in Brand. 289 Menschen sterben, 269 kommen mit Verletzungen davon.
- 18. Dezember: Angola. Nach dem Start in Jamba stürzt eine überladene Lockheed L-188 Electra der kongolesischen Trans Service Airlift mit 144 Menschen an Bord ab, wovon nur drei überleben.
- 20. Dezember: Cali, Kolumbien. Eine aus Miami, USA kommende Boeing 757 der American Airlines stürzt während des Landeanflugs wegen eines Navigationsfehlers ab. 159 Menschen sterben, vier können gerettet werden. Siehe American-Airlines-Flug 965

## Geboren

### Januar
- 01. Januar: Florijana Ismaili, Schweizer Fußballspielerin († 2019)
- 01. Januar: Gökhan Akkan, türkischer Fußballspieler
- 01. Januar: Juri Biordi, san-marinesischer Fußballspieler
- 01. Januar: Jessica Jarrell, US-amerikanische Sängerin und Model
- 01. Januar: Poppy, US-amerikanische Musikerin und Internetpersönlichkeit
- 01. Januar: Kelly Vollebregt, niederländische Handballspielerin
- 03. Januar: Victoria Duffield, kanadische Sängerin, Schauspielerin und Tänzerin
- 03. Januar: Kim Seolhyun, südkoreanische Sängerin und Schauspielerin
- 03. Januar: Tonny Vilhena, niederländischer Fußballspieler
- 04. Januar: Maddie Hasson, US-amerikanische Schauspielerin
- 04. Januar: Miguel Oliveira, portugiesischer Motorradrennfahrer
- 04. Januar: Sertan Yegenoglu, deutsch-türkischer Fußballspieler
- 05. Januar: Meindert van Buuren jr., niederländischer Automobilrennfahrer
- 05. Januar: Maximilian Güll, deutscher Fußballspieler
- 05. Januar: Jordan Orr, US-amerikanischer Filmschauspieler
- 06. Januar: Christian Bunse, deutscher Dartspieler
- 06. Januar: Karoline Offigstad Knotten, norwegische Biathletin
- 07. Januar: Enric Mas, spanischer Radrennfahrer
- 08. Januar: Taylan Antalyalı, türkischer Fußballspieler
- 08. Januar: Matti Steinmann, deutscher Fußballspieler
- 09. Januar: Barış Atik, türkisch-deutscher Fußballspieler
- 09. Januar: Julién Davenport, US-amerikanischer American-Football-Spieler
- 09. Januar: Loiza Lamers, niederländisches Model
- 09. Januar: Dominik Livaković, kroatischer Fußballtorwart
- 09. Januar: Nicola Peltz, US-amerikanische Schauspielerin und Model

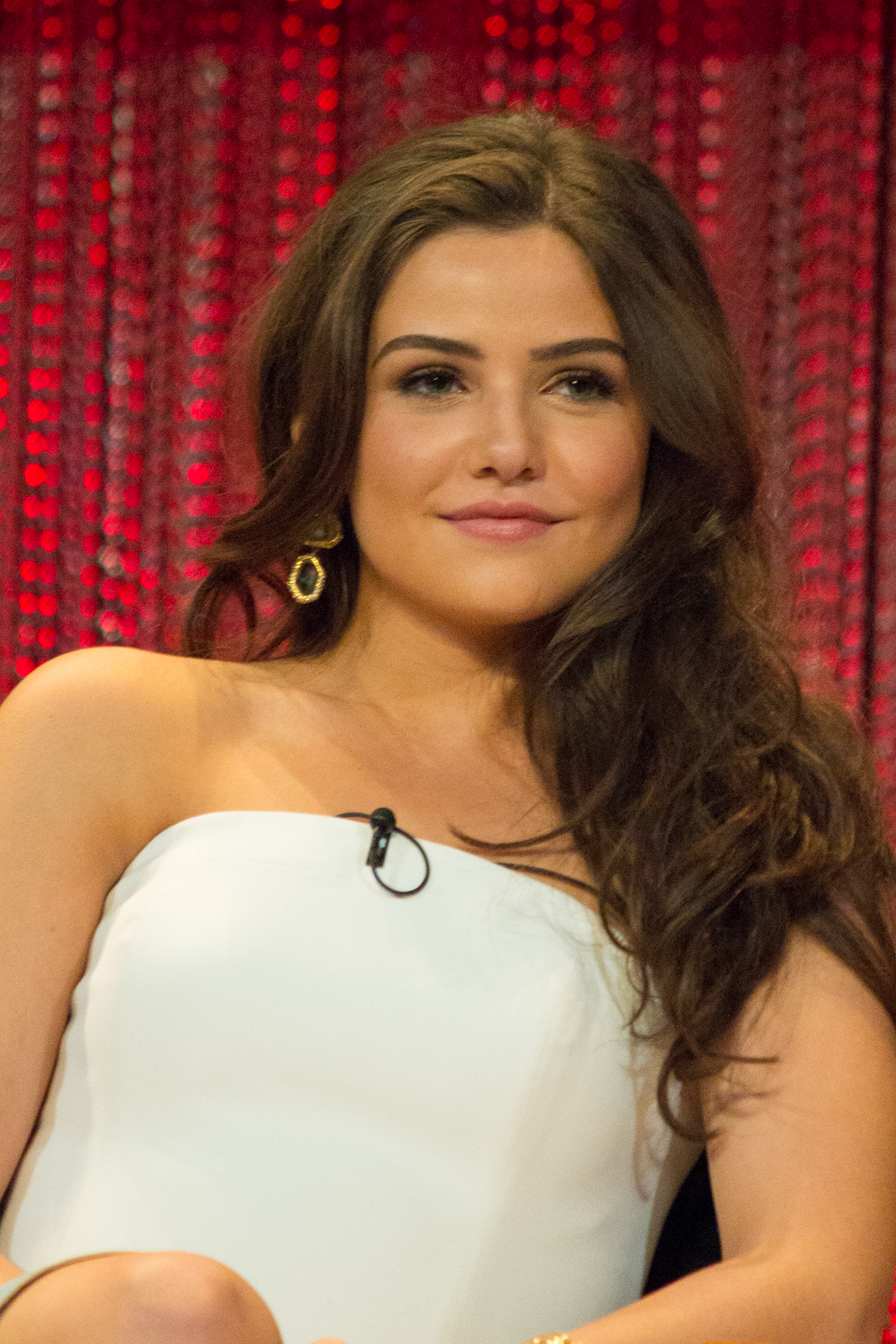
Danielle Campbell (2014)

- 12. Januar: Alec McCrea, US-amerikanischer Eishockeyspieler
- 12. Januar: Mike McGlinchey, US-amerikanischer American-Football-Spieler
- 12. Januar: Alessio Romagnoli, italienischer Fußballspieler
- 12. Januar: Maverick Viñales, spanischer Motorradrennfahrer
- 13. Januar: Natalia Dyer, US-amerikanische Schauspielerin
- 13. Januar: Eros Vlahos, britischer Schauspieler und Comedian
- 14. Januar: Christian Ortag, deutscher Fußballtorwart
- 18. Januar: José Francisco Cevallos jr., ecuadorianischer Fußballspieler
- 18. Januar: Jack Miller, australischer Motorradrennfahrer
- 19. Januar: Linda Nobat, deutsches Model und Reality-TV-Teilnehmerin
- 19. Januar: Mathieu van der Poel, niederländischer Radrennfahrer
- 19. Januar: Madelaine Smith, britische Skeletonpilotin
- 19. Januar: Alissa Wilms, deutsche Schauspielerin
- 20. Januar: Calum Chambers, englischer Fußballspieler
- 20. Januar: Ariane Rädler, österreichische Skirennläuferin
- 20. Januar: Clément Russo, französischer Radrennfahrer
- 21. Januar: Jake Elliott, US-amerikanischer American-Football-Spieler
- 21. Januar: Andrew Watson, britischer Autorennfahrer
- 22. Januar: Markus Eisenschmid, deutscher Eishockeyspieler
- 24. Januar: Tolcay Ciğerci, deutsch-türkischer Fußballspieler
- 24. Januar: Maresa Sedlmeir, deutsche Synchronsprecherin
- 25. Januar: Andreas Mayer, deutscher Politiker
- 26. Januar: Felix Lohkemper, deutscher Fußballspieler
- 27. Januar: Vedat Bora, türkischer Fußballspieler
- 27. Januar: Sascha Hellinger, deutscher Streamer und Webvideoproduzent
- 28. Januar: Marc Oliver Kempf, deutscher Fußballspieler
- 28. Januar: Valentina Rodini, italienische Ruderin
- 29. Januar: Kubilay Aktaş, französisch-türkischer Fußballspieler
- 29. Januar: Cynthia Cosima, deutsche Schauspielerin
- 30. Januar: Danielle Campbell, US-amerikanische Schauspielerin
- 30. Januar: Marcel Hilßner, deutscher Fußballspieler
- 30. Januar: Marian Sarr, deutscher Fußballspieler
- 31. Januar: Isaak Guderian, deutscher Sänger

### Februar

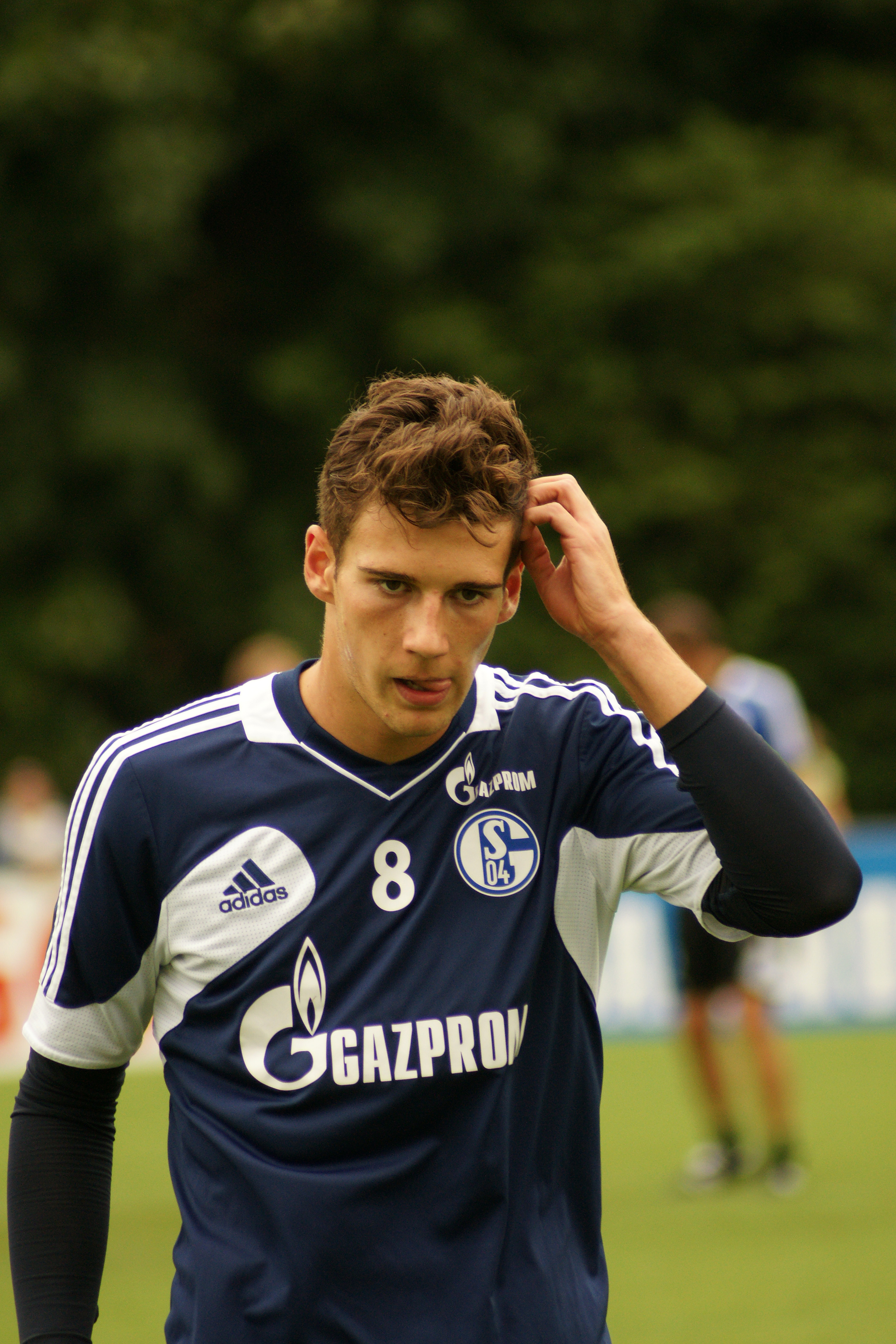
Leon Goretzka (2013)

- 01. Februar: Oliver Heldens, niederländischer DJ und Produzent
- 03. Februar: Choi Du-jin, südkoreanischer Biathlet
- 03. Februar: Miha Hrobat, slowenischer Skirennläufer
- 03. Februar: Marvin Stefaniak, deutscher Fußballspieler
- 04. Februar: Louisa Lagaris, deutsch-griechische Fußballspielerin
- 04. Februar: Ella Rumpf, schweizerisch-französische Schauspielerin
- 04. Februar: Lisa Vittozzi, italienische Biathletin
- 05. Februar: Adnan Januzaj, belgischer Fußballspieler
- 05. Februar: Trayvon Martin, afroamerikanischer Jugendlicher († 2012)
- 06. Februar: Nyck de Vries, niederländischer Automobilrennfahrer
- 06. Februar: Leon Goretzka, deutscher Fußballspieler
- 06. Februar: Jacqueline Lölling, deutsche Skeletonpilotin
- 07. Februar: Paul Drux, deutscher Handballspieler
- 07. Februar: Nicole Vuk, kroatische Fußballspielerin
- 08. Februar: Kasper Asgreen, dänischer Radrennfahrer
- 08. Februar: Aljaksandra Hisels, belarussische Billardspielerin
- 08. Februar: Joshua Kimmich, deutscher Fußballspieler
- 09. Februar: Sheraldo Becker, niederländischer Fußballspieler
- 09. Februar: Mario Pašalić, kroatischer Fußballspieler
- 10. Februar: Florian Baumgärtner, deutscher Handballspieler
- 10. Februar: Kim Hyang-mi, nordkoreanische Eishockeyspielerin
- 11. Februar: Johanna Stockschläder, deutsche Handballspielerin
- 12. Februar: Juanjo Narváez, kolumbianischer Fußballspieler
- 13. Februar: Bård Finne, norwegischer Fußballspieler
- 13. Februar: Carolin von der Groeben, deutsche Schauspielerin
- 13. Februar: Tibor Linka, slowakischer Kanute
- 13. Februar: Sissal, dänisch-faröische Sängerin
- 14. Februar: Michaela Dygruber, österreichische Skirennläuferin
- 15. Februar: Sara Däbritz, deutsche Fußballspielerin
- 15. Februar: Carlotta Ferlito, italienische Turnerin
- 15. Februar: Megan Thee Stallion, US-amerikanische Rapperin
- 16. Februar: Giada Andreutti, italienische Leichtathletin und Bobfahrerin
- 16. Februar: Denzel Curry, US-amerikanischer Rapper und Sänger
- 17. Februar: Matt Campbell, australischer Autorennfahrer
- 18. Februar: Nathan Aké, niederländischer Fußballspieler
- 19. Februar: Marcus Monsen, norwegischer Skirennläufer
- 21. Februar: Tim Hölscher, deutscher Fußballspieler
- 21. Februar: Dongsu Kim, südkoreanischer Fußballspieler
- 22. Februar: Moritz Preuss, deutscher Handballspieler
- 23. Februar: Paula Beer, deutsche Schauspielerin
- 24. Februar: Luca Ghiotto, italienischer Automobilrennfahrer
- 24. Februar: Kevin Orendorz, deutscher Eishockeyspieler
- 24. Februar: Emanuel Taffertshofer, deutscher Fußballspieler
- 25. Februar: Francesca Michielin, italienische Popsängerin

### März
- 01. März: Vincent Abril, französischer Autorennfahrer
- 01. März: Emil Ferrari, deutscher Comedian
- 01. März: Ida Jacobsen, dänische Ruderin
- 02. März: Fabian Bredlow, deutscher Fußballtorwart
- 02. März: Matthew Di Leo, kanadischer Automobilrennfahrer
- 02. März: Veronica Dunne, US-amerikanische Schauspielerin
- 02. März: Morgan Klimchuk, kanadischer Eishockeyspieler
- 03. März: Bryan Cristante, italienischer Fußballspieler
- 04. März: Diego Casas, uruguayischer Fußballspieler
- 04. März: Folorunso Fatukasi, US-amerikanischer American-Football-Spieler
- 05. März: Alba Gaïa Bellugi, französische Schauspielerin
- 05. März: Sage Karam, US-amerikanischer Automobilrennfahrer
- 05. März: Tobias Trautner, deutscher Fußballtorwart
- 06. März: Sonja Giraud, deutsche Fußballspielerin
- 07. März: Jekaterina Tkatschenko, russische Skirennläuferin
- 08. März: Luca Brecel, belgischer Snookerspieler
- 10. März: Tom Deman, belgischer Fußballspieler
- 10. März: Beitske Visser, niederländische Automobilrennfahrerin
- 12. März: Caro Daur, deutsche Bloggerin, Instagrammerin und Schauspielerin
- 13. März: Jasmin Huber, deutsche Grasskiläuferin
- 13. März: Mikaela Shiffrin, US-amerikanische Skirennläuferin
- 13. März: Anna Wiktorowna Wjachirewa, russische Handballspielerin
- 15. März: Pedro Barros, brasilianischer Skateboarder
- 17. März: Kyle Lauletta, US-amerikanischer American-Football-Spieler
- 18. März: Dino Dizdarevic, deutscher Basketballspieler
- 18. März: Joel Dufter, deutscher Eisschnellläufer
- 19. März: Héctor Bellerín, spanischer Fußballspieler
- 21. März: Helen Barke, deutsche Schauspielerin
- 21. März: Sebastian Joseph-Day, US-amerikanischer American-Football-Spieler
- 22. März: Sharon Beck, deutsche Fußballspielerin
- 22. März: Ian Gut, Schweizer und liechtensteinischer Skirennfahrer
- 22. März: Lukas Karlsch, deutscher Schauspieler
- 22. März: Nick Robinson, US-amerikanischer Schauspieler
- 23. März: Will Owen, US-amerikanischer Automobilrennfahrer
- 23. März: Ozan Tufan, türkischer Fußballspieler
- 24. März: Andreas Kuen, österreichischer Fußballspieler
- 25. März: Elias Tollinger, österreichischer Skispringer
- 27. März: Taylor Marie Atelian, US-amerikanische Schauspielerin
- 29. März: Denys Nassyko, ukrainischer Biathlet
- 30. März: Ian Harkes, US-amerikanischer Fußballspieler
- 30. März: Tao Geoghegan Hart, britischer Radrennfahrer

### April
- 01. April: Karim Gazzetta, Schweizer Fußballspieler († 2022)
- 02. April: Antti Aalto, finnischer Skispringer
- 02. April: Oğuzhan Kayar, türkischer Fußballspieler
- 03. April: Pascal Itter, deutscher Fußballspieler
- 03. April: Adrien Rabiot, französischer Fußballspieler
- 03. April: William, brasilianischer Fußballspieler
- 04. April: Dmitri Balandin, kasachischer Schwimmer
- 05. April: Clara Direz, französische Skirennläuferin
- 05. April: Nadine Kösters, deutsche Schauspielerin
- 07. April: Samuel Schneider, deutscher Schauspieler
- 08. April: Zach Garrett, US-amerikanischer Bogenschütze
- 08. April: Harald Johnas Riiber, norwegischer Nordischer Kombinierer
- 10. April: Matteo Fabbro, italienischer Radrennfahrer
- 10. April: Pascal Reddig, deutscher Politiker und Mitglied des Bundestages
- 10. April: Ross Stewart, schottischer Fußballspieler
- 11. April: Ryan Hanson Bradford, US-amerikanischer Schauspieler
- 11. April: Shirin David, deutsche Rapperin, Sängerin und Webvideoproduzentin
- 11. April: Li Xueyao, chinesische Skispringerin
- 11. April: Hannes Zingerle, italienischer Skirennläufer
- 12. April: Eric Loughran, US-amerikanischer Freestyle-Skier
- 13. April: Uljana Podpalnaja, russische Badmintonspielerin
- 14. April: Sjef van den Berg, niederländischer Bogenschütze
- 14. April: Luise Großmann, deutsche Schauspielerin
- 14. April: Julius Nitschkoff, deutscher Schauspieler
- 15. April: José Arnáiz, spanischer Fußballspieler
- 15. April: Anna Platen, deutsche Schauspielerin und Model
- 16. April: Jasmina Suter, Schweizer Skirennläuferin
- 17. April: Moritz Jahn, deutscher Schauspieler
- 17. April: Tim Wolters, deutscher Dartspieler
- 19. April: Kevin Akpoguma, deutsch-nigerianischer Fußballspieler
- 24. April: Dominic Baumann, deutscher Fußballspieler
- 25. April: Carljohan Eriksson, finnischer Fußballtorhüter
- 25. April: Scott Galloway, australischer Fußballspieler
- 26. April: Christian M'Billi-Assomo, französischer Boxer
- 28. April: Melanie Martinez, US-amerikanische Sängerin
- 28. April: Derk Telnekes, niederländischer Dartspieler

### Mai
- 02. Mai: Julián Figueroa, mexikanischer Sänger, Komponist und Schauspieler(† 2023)
- 03. Mai: Iwan Bukawschin, russischer Schachgroßmeister († 2016)
- 05. Mai: Raman Pratassewitsch, belarussischer oppositioneller Blogger
- 06. Mai: Marko Pjaca, kroatischer Fußballspieler
- 08. Mai: Nicola Sutter, Schweizer Fußballspieler
- 10. Mai: Dries Van den Broecke, belgischer Skirennläufer
- 10. Mai: Mikaela Tommy, kanadische Skirennläuferin
- 11. Mai: Gelson Martins, portugiesischer Fußballspieler
- 11. Mai: Lorenzo Sonego, italienischer Tennisspieler
- 12. Mai: Luke Benward, US-amerikanischer Schauspieler und Sänger
- 14. Mai: Nicat Abbasov, aserbaidschanischer Schachmeister
- 14. Mai: Nadine Anstatt, deutsche Fußballspielerin
- 15. Mai: Joachim Sutton, dänischer Ruderer
- 16. Mai: Leevi Mutru, finnischer Nordischer Kombinierer
- 18. Mai: Martin Rasner, österreichischer Fußballspieler
- 19. Mai: Yahya Hassan, dänischer Dichter palästinensischer Herkunft († 2020)
- 19. Mai: Trent Sieg, US-amerikanischer American-Football-Spieler
- 21. Mai: Darja Gowor, russische Wasserspringerin
- 22. Mai: Gizem Emre, deutsche Schauspielerin
- 22. Mai: Vedran Kjosevski, bosnischer Fußballtorwart
- 23. Mai: Lorenzo Rota, italienischer Radrennfahrer
- 23. Mai: Young-Jae Seo, südkoreanischer Fußballspieler
- 24. Mai: Dario Del Fabro, italienischer Fußballspieler
- 24. Mai: Anna-Lena Grell, deutsche Handballspielerin
- 24. Mai: Joseph Wenzel von Liechtenstein, liechtensteinischer Thronerbe
- 27. Mai: Marius Wolf, deutscher Fußballspieler
- 29. Mai: Joss Advocaat, kanadischer Geschwindigkeitsskifahrer
- 31. Mai: Timothé Buret, französischer Automobilrennfahrer
- 31. Mai: Janina Fautz, deutsche Schauspielerin

### Juni

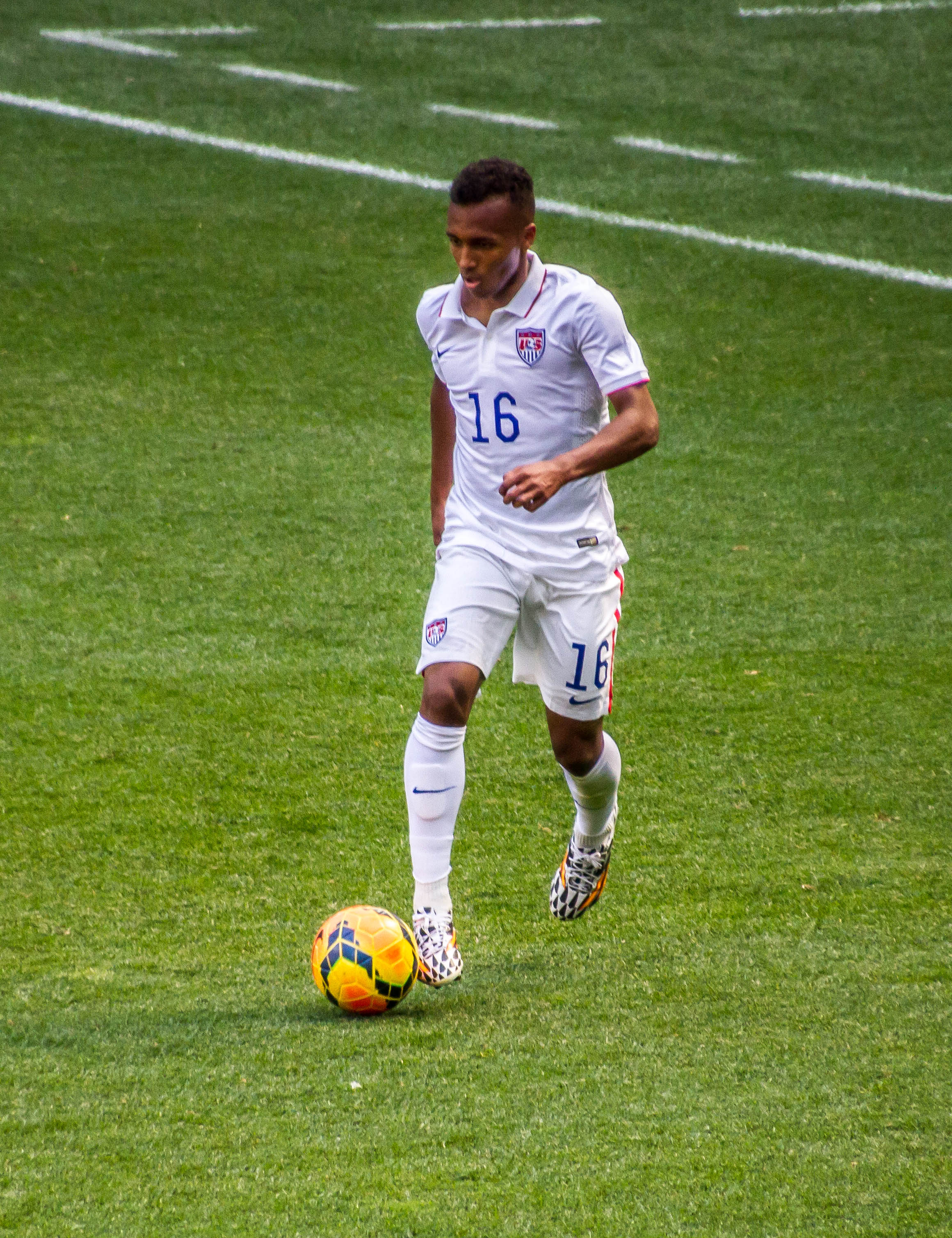
Julian Green (2014)

- 01. Juni: Sarah Atcho, Schweizer Sprinterin
- 01. Juni: Tim Hronek, deutscher Freestyle-Skier
- 02. Juni: Sebastian Kempf, deutscher Schauspieler und Synchronsprecher
- 04. Juni: Duhan van der Merwe, südafrikanischer Rugbyspieler, der Schottland vertritt
- 05. Juni: Linn-Ida Murud, norwegische Freestyle-Skierin
- 05. Juni: Troye Sivan, australisch-südafrikanischer Sänger
- 06. Juni: Julian Green, deutsch-amerikanischer Fußballspieler
- 06. Juni: Štefan Hadalin, slowenischer Skirennläufer
- 06. Juni: David Selberg, schwedischer Eishockeyspieler († 2018)
- 08. Juni: Sione Takitaki, US-amerikanischer American-Football-Spieler
- 09. Juni: Jimmy Duquennoy, belgischer Radrennfahrer († 2018)
- 11. Juni: Malte Abelmann-Brockmann, deutscher Handballspieler
- 12. Juni: Meril Beilmann, estnische Biathletin
- 14. Juni: Arran Fernandez, britischer Mathematiker
- 14. Juni: Laquon Treadwell, US-amerikanischer American-Football-Spieler
- 16. Juni: Enzo Guibbert, französischer Autorennfahrer
- 16. Juni: Joo Da-young, südkoreanische Schauspielerin
- 16. Juni: Kendra Sunderland, US-amerikanische Pornodarstellerin
- 16. Juni: Mattia Zaccagni, italienischer Fußballspieler
- 17. Juni: Clément Lenglet, französischer Fußballspieler
- 19. Juni: Boris Céspedes, Schweizer Fußballspieler
- 19. Juni: Joseph Noteboom, US-amerikanischer American-Football-Spieler
- 20. Juni: Franck Bonnamour, französischer Radrennfahrer
- 20. Juni: Marius Gersbeck, deutscher Fußballspieler
- 22. Juni: Kasim Adams Nuhu, ghanaischer Fußballspieler
- 22. Juni: Alessio Rovera, italienischer Autorennfahrer
- 23. Juni: Danna Paola, mexikanische Schauspielerin
- 21. Juni: Hannah Tapp, US-amerikanische Volleyballspielerin
- 26. Juni: Emre Akdağ, türkischer Fußballspieler
- 26. Juni: Paul Kohlhoff, deutscher Regattasegler
- 27. Juni: Dmitri Suranowitsch, russischer Automobilrennfahrer
- 28. Juni: Kaan Aşnaz, türkischer Fußballspieler
- 28. Juni: Matheus Biteco, brasilianischer Fußballspieler († 2016)
- 28. Juni: Kåre Hedebrant, schwedischer Schauspieler
- 28. Juni: Katharina Trost, deutsche Leichtathletin
- 29. Juni: Ben Berend, US-amerikanischer Nordischer Kombinierer
- 29. Juni: Nicholas Latifi, kanadischer Automobilrennfahrer
- 30. Juni: Pia Amofa-Antwi, deutsche Schauspielerin
- 30. Juni: Andrea Petagna, italienischer Fußballspieler
- 30. Juni: Dmitri Schamajew, russisch-rumänischer Biathlet
- 30. Juni: Andrzej Stękała, polnischer Skispringer

### Juli
- 01. Juli: Charleen Deetz, deutsche Schauspielerin
- 01. Juli: Ebenezer Ofori, ghanaischer Fußballspieler
- 01. Juli: Krzysztof Piątek, polnischer Fußballspieler
- 01. Juli: Andrew Van Ginkel, US-amerikanischer American-Football-Spieler
- 02. Juli: Dominik Kahun, deutsch-tschechischer Eishockeyspieler
- 02. Juli: Paula Kroh, deutsche Schauspielerin
- 03. Juli: Felipe Fraga, brasilianischer Autorennfahrer
- 04. Juli: Johann André Forfang, norwegischer Skispringer
- 04. Juli: Post Malone, US-amerikanischer Sänger
- 05. Juli: Baby Lasagna (bürgerl. Marko Purišić), kroatischer Sänger
- 05. Juli: Sandro Simonet, Schweizer Skirennfahrer
- 07. Juli: Alexander Brunst, deutscher Fußballspieler
- 07. Juli: Sondre Solholm Johansen, norwegischer Fußballspieler
- 08. Juli: Marc Cardona, spanischer Fußballspieler
- 08. Juli: John D’Leo, US-amerikanischer Schauspieler
- 08. Juli: Tamara Derbuschewa, russische Biathletin
- 09. Juli: Georgie Henley, britische Filmschauspielerin
- 09. Juli: Aaron McEneff, nordirischer Fußballspieler
- 10. Juli: Trayvon Bromell, US-amerikanischer Sprinter
- 10. Juli: Kaden Elliss, US-amerikanischer American-Football-Spieler
- 12. Juli: Luke Shaw, englischer Fußballspieler
- 12. Juli: Jordyn Wieber, US-amerikanische Gerätturnerin, Weltmeisterin und Olympiasiegerin
- 14. Juli: Serge Gnabry, deutscher Fußballspieler
- 14. Juli: Federico Mattiello, italienischer Fußballspieler
- 16. Juli: Torstein Træen, norwegischer Radrennfahrer
- 16. Juli: Hendrik Weydandt, deutscher Fußballspieler
- 17. Juli: Raffaele Buzzi, italienischer Nordischer Kombinierer
- 19. Juli: Jannik Kohlbacher, deutscher Handballspieler
- 25. Juli: Daniele Varesco, italienischer Skispringer
- 26. Juli: Jole Galli, italienische Skirennläuferin und Freestyle-Skierin
- 27. Juli: Cees Bol, niederländischer Radrennfahrer
- 28. Juli: Zoë Valks, schweizerisch-niederländische Schauspielerin
- 28. Juli: Wen Ying, chinesische Biathletin
- 30. Juli: Olivier Kwizera, ruandischer Fußballspieler
- 31. Juli: Daniele Negroni, deutscher Sänger
- 31. Juli: Lil Uzi Vert, US-amerikanischer Rapper

### August

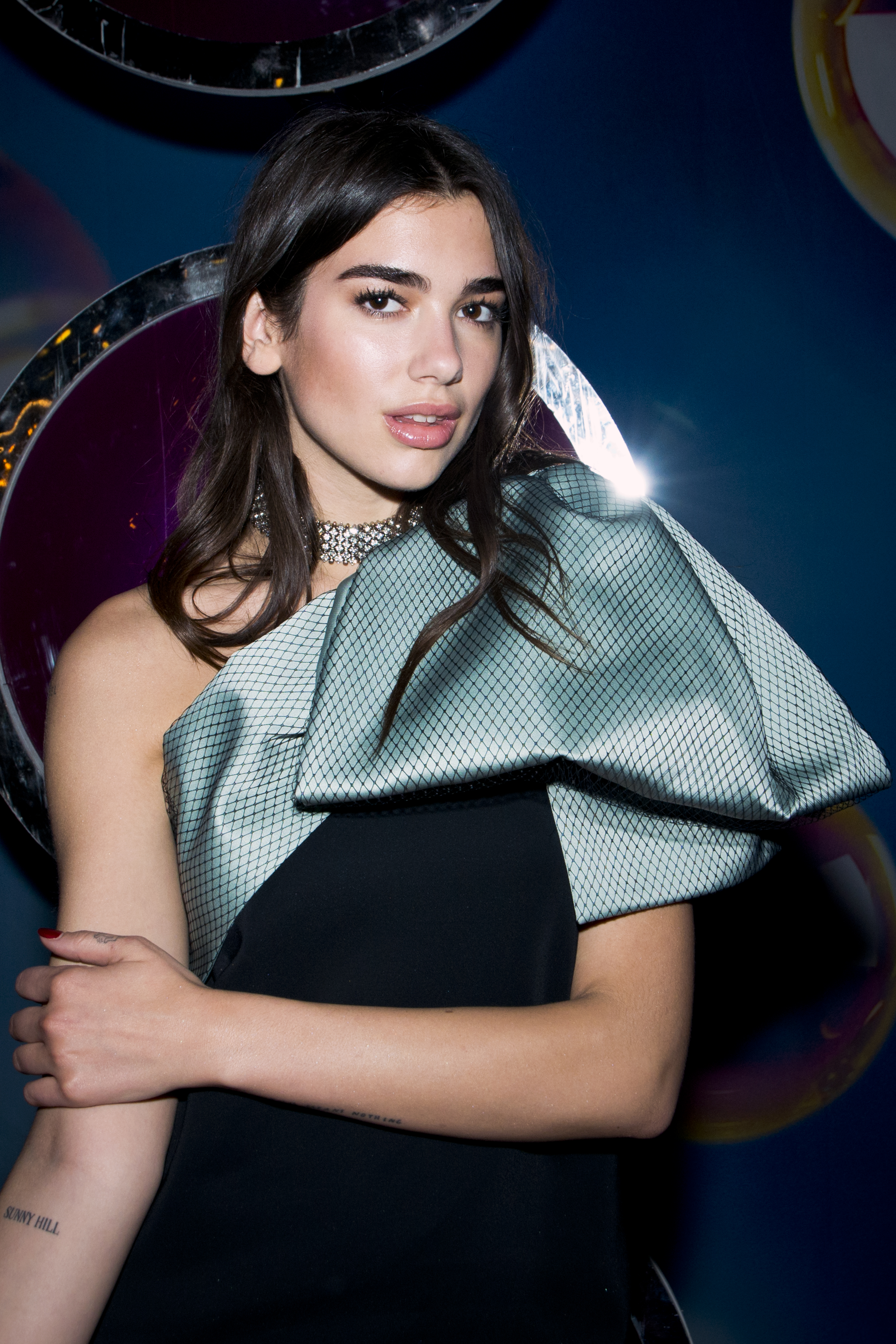
Dua Lipa (2016)

- 01. August: Jason Cummings, schottischer Fußballspieler
- 01. August: Garrett Gerloff, US-amerikanischer Motorradrennfahrer
- 02. August: Foyesade Oluokun, US-amerikanischer American-Football-Spieler
- 02. August: Kristaps Porziņģis, lettischer Basketballspieler
- 03. August: David Hürten, deutscher Schauspieler
- 03. August: Vojtěch Štursa, tschechischer Skispringer
- 03. August: Kenta Yamashita, japanischer Autorennfahrer
- 04. August: Serena Lo Bue, italienische Ruderin
- 05. August: Pierre Emile Højbjerg, dänischer Fußballspieler
- 05. August: Stefano Sensi, italienischer Fußballspieler
- 06. August: Michaela Heider, österreichische Skirennläuferin
- 06. August: Jasper Smets, deutscher Schauspieler
- 07. August: Florian Grillitsch, österreichischer Fußballspieler
- 08. August: Lorena Aires, uruguayische Leichtathletin
- 08. August: Netiporn Sanesangkhom, thailändische Bürgerrechtlerin († 2024)
- 08. August: Emre Taşdemir, türkischer Fußballspieler
- 09. August: Lena Lückel, deutsche Fußballspielerin
- 10. August: Oskar Brandt, schwedischer Biathlet
- 10. August: Rémi Cavagna, französischer Radrennfahrer
- 11. August: Brad Binder, südafrikanischer Motorradrennfahrer
- 11. August: Ben Davies, englischer Fußballspieler
- 11. August: Charlie Eastwood, irischer Autorennfahrer
- 11. August: Madeline Juno, deutsche Singer-Songwriterin
- 13. August: John Ruuka, kiribatischer Sprinter
- 14. August: Filippo Tagliani, italienischer Radrennfahrer
- 15. August: Drue Tranquill, US-amerikanischer American-Football-Spieler
- 18. August: Max Reschke, deutscher Schauspieler
- 19. August: Annika Schrumpf, deutsche Schauspielerin
- 20. August: Zsá Zsá Inci Bürkle, deutsche Schauspielerin
- 20. August: Liana Liberato, US-amerikanische Schauspielerin
- 21. August: Shady Habash, ägyptischer Filmemacher († 2020)
- 21. August: Vanessa Wahlen, deutsche Fußballspielerin
- 21. August: Maximilian Wittek, deutscher Fußballspieler
- 22. August: Huang Wenpan, chinesischer Schwimmer († 2018)
- 22. August: Salih Yoluç, türkischer Autorennfahrer
- 22. August: Sinphet Kruaithong, thailändischer Gewichtheber
- 22. August: Dua Lipa, britische Sängerin
- 23. August: Sophia Schiller, österreichische Schauspielerin
- 25. August: Nadja Glenzke, deutsche Volleyballspielerin
- 27. August: David Nolden, deutscher Schauspieler
- 27. August: Sergei Sirotkin, russischer Automobilrennfahrer
- 28. August: Amina Merai, deutsche Schauspielerin
- 28. August: Andreas Wellinger, deutscher Skispringer
- 30. August: Dženis Ueh Avdić, serbischer Biathlet
- 31. August: Mobolade Ajomale, kanadischer Sprinter
- 31. August: Léo Roussel, französischer Automobilrennfahrer

### September
- 01. September: Katharina Bauer, deutsche Bogenschützin
- 01. September: Mavi Phoenix, österreichischer Musiker
- 02. September: Deimantas Petravičius, litauischer Fußballspieler
- 03. September: Niklas Süle, deutscher Fußballspieler
- 04. September: Pauline Angert, deutsche Schauspielerin
- 04. September: Laurens De Plus, belgischer Radrennfahrer
- 06. September: Tommaso Sala, italienischer Skirennläufer
- 06. September: Bertrand Traoré, burkinischer Fußballspieler
- 08. September: Fabian Arndt, deutscher Fußballspieler
- 08. September: Ellie Black, kanadische Turnerin
- 08. September: Julian Weigl, deutscher Fußballspieler
- 09. September: André Rudersdorf, deutscher Automobilrennfahrer
- 10. September: Arda Arslan, türkischer Fußballspieler
- 10. September: Sophie Karbjinski, deutsche Schauspielerin
- 11. September: Francesco Yates, kanadischer Sänger
- 12. September: Leonie Tepe, deutsche Schauspielerin
- 12. September: Benjamin Thomas, französischer Radrennfahrer

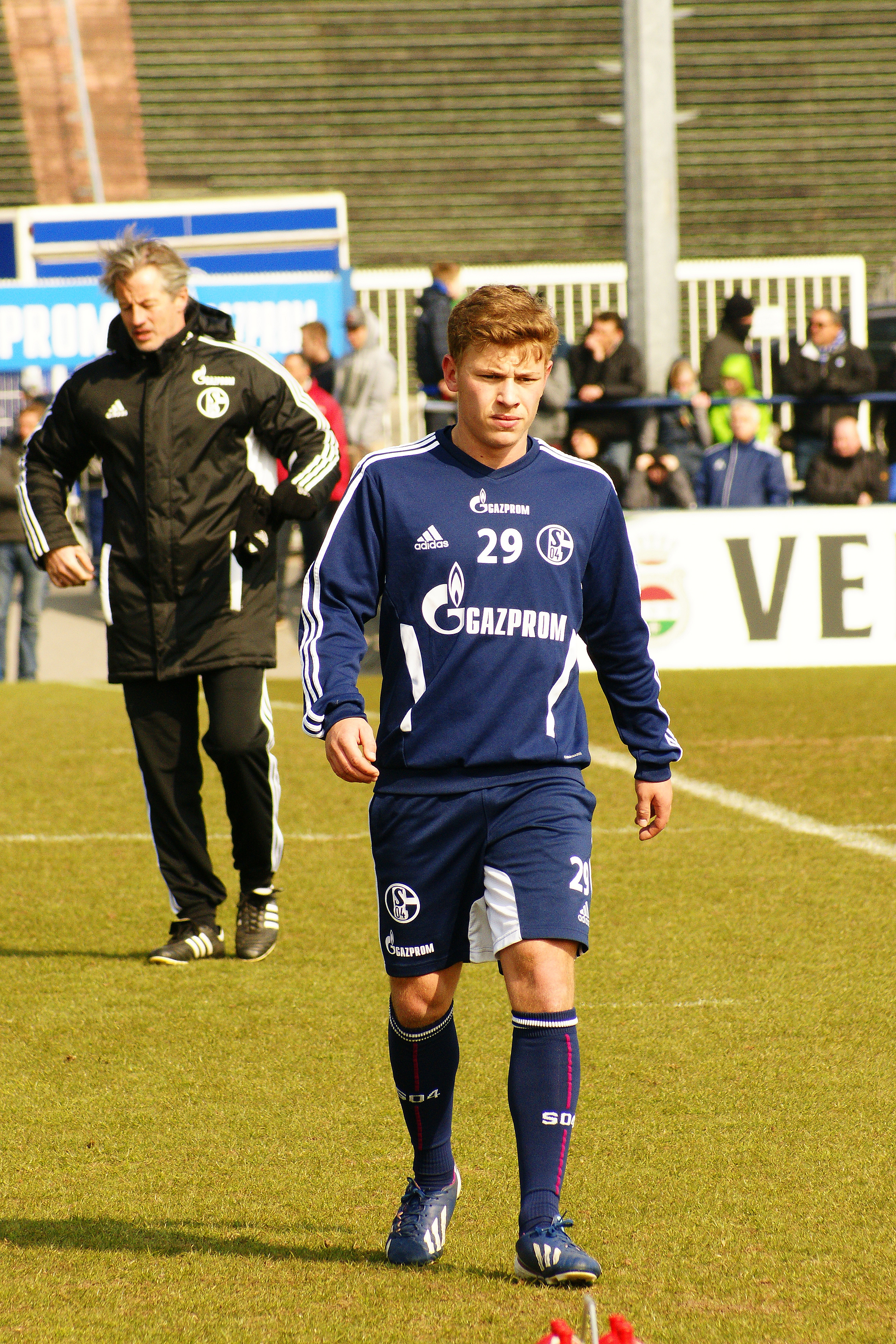
Max Meyer (2013)

- 13. September: Jordan Bardella, französischer Politiker
- 13. September Adonxs, slowakischer Sänger und Model
- 14. September: Sander Sagosen, norwegischer Handballspieler
- 17. September: Patrick Mahomes, US-amerikanischer American-Football-Spieler
- 18. September: Max Meyer, deutscher Fußballspieler
- 19. September: Alex Aranburu, spanischer Radrennfahrer
- 19. September: Alessia Nay, schweizerische Mountainbikerin
- 20. September: Jonas Abrahamsen, norwegischer Radrennfahrer
- 20. September: Laura Dekker, niederländisch-deutsch-neuseeländische Seglerin
- 25. September: Jean-Philippe Gbamin, ivorisch-französischer Fußballspieler
- 26. September: Christopher Drößler, deutscher Polizeibeamter und Politiker
- 26. September: Janik Möser, deutscher Eishockeyspieler
- 27. September: Lena Beyerling, deutsche Schauspielerin
- 27. September: Lina Leandersson, schwedische Schauspielerin
- 29. September: Eugen Alanov, deutsch-russischer Eishockeyspieler
- 29. September: Anastassija Tolmatschowa, russisch-rumänische Biathletin
- 30. September: Victor Andrade Santos, brasilianischer Fußballspieler

### Oktober
- 03. Oktober: Mike Gesicki, US-amerikanischer American-Football-Spieler
- 05. Oktober: Nickless, Schweizer Sänger
- 07. Oktober: Lina Bürger, deutsche Fußballspielerin
- 07. Oktober: Irina Kurbanova, deutsche Schauspielerin
- 11. Oktober: Nils Hohenhövel, deutscher Schauspieler
- 11. Oktober: Darja Alexandrowna Owtschinnikowa, russische Skirennläuferin
- 12. Oktober: Nathan Van Hooydonck, belgischer Radrennfahrer
- 12. Oktober: Yan Zibei, chinesischer Schwimmer
- 13. Oktober: Jimin, südkoreanischer Sänger
- 15. Oktober: Jakob Pöltl, österreichischer Basketballspieler
- 16. Oktober: Dinah Eckerle, deutsche Handballtorhüterin
- 16. Oktober: Harry Leask, britischer Ruderer
- 16. Oktober: Greta Small, australische Skirennläuferin
- 17. Oktober: Benoît Cosnefroy, französischer Radrennfahrer
- 17. Oktober: Natalja Gerbulowa, russische Biathletin
- 18. Oktober: Siri Wiedenbusch, deutsche Schauspielerin und Synchronsprecherin
- 21. Oktober: Doja Cat, US-amerikanische Rapperin und Sängerin
- 21. Oktober: Jerry Heil (bürgerl. Jana Oleksandriwna Schemajewa), ukrainische Sängerin und Aktivistin
- 22. Oktober: Lee Jun-ho, südkoreanischer Turner
- 23. Oktober: Ireland Baldwin, US-amerikanisches Model
- 25. Oktober: Conchita Campbell, kanadische Schauspielerin
- 27. Oktober: Leon Draisaitl, deutscher Eishockeyspieler
- 27. Oktober: Alina Otto, deutsche Handballspielerin
- 28. Oktober: Maddy Cusack, englische Fußballspielerin († 2023)
- 29. Oktober: Emma Drogunova, deutsche Schauspielerin
- 31. Oktober: Maksim Anohhin, estnischer Eishockeyspieler

### November
- 01. November: Michaela Wessely, deutsche Volleyballspielerin
- 02. November: Alwin Komolong, papua-neuguineischer Fußballspieler
- 03. November: Kelly Catlin, US-amerikanische Radsportlerin († 2019)
- 04. November: Gustav Malja, schwedischer Automobilrennfahrer
- 05. November: Tamara Horacek, kroatisch-französische Handballspielerin
- 10. November: Lewis Irving, kanadischer Freestyle-Skier
- 12. November: Philipp Aschenwald, österreichischer Skispringer
- 13. November: Denise Blöchlinger, Schweizer Grasskiläuferin
- 13. November: Theresa Panfil, deutsche Fußballspielerin
- 14. November: Sandra Eie, norwegische Freestyle-Skierin
- 14. November: Tristan Takats, österreichischer Freestyle-Skier
- 15. November: Anna Kljestowa, ukrainische Billardspielerin
- 16. November: Noah Gray-Cabey, US-amerikanischer Schauspieler und Pianist
- 16. November: Kurt Ipekkaya, deutscher Schauspieler
- 16. November: Jay Vine, australischer Radrennfahrer
- 22. November: Julia Rehwald, US-amerikanische Schauspielerin
- 23. November: Austin Majors, US-amerikanischer Schauspieler († 2023)
- 23. November: Erika Jänkä, finnische Biathletin
- 24. November: Kateryna Polowyntschuk, ukrainische Poolbillardspielerin
- 25. November: Ben O’Connor, australischer Radrennfahrer
- 25. November: Marty Zambotto, französisch-australischer Sänger
- 27. November: Leonard Proxauf, österreichischer Schauspieler
- 28. November: Chase Elliott, US-amerikanischer Automobilrennfahrer

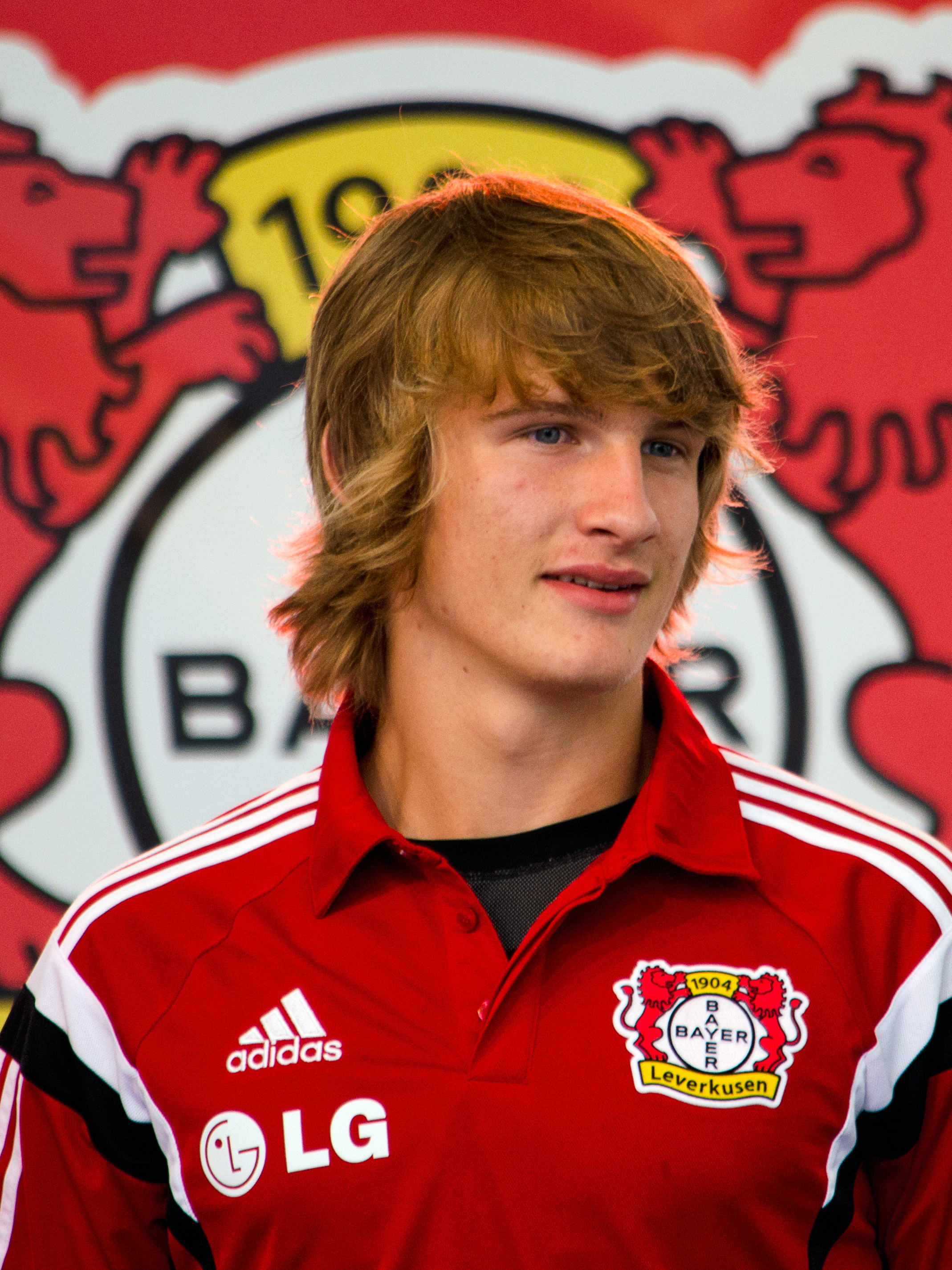
Tin Jedvaj (2014)

- 28. November: Tin Jedvaj, kroatischer Fußballspieler
- 29. November: Laura Marano, US-amerikanische Schauspielerin
- 30. November: Victoria Duval, US-amerikanische Tennisspielerin
- 30. November: Denis Myšák, slowakischer Kanute

### Dezember
- 02. Dezember: Lukas T. Sperber, deutscher Schauspieler und Sprecher
- 02. Dezember: Simone Velasco, italienischer Radrennfahrer

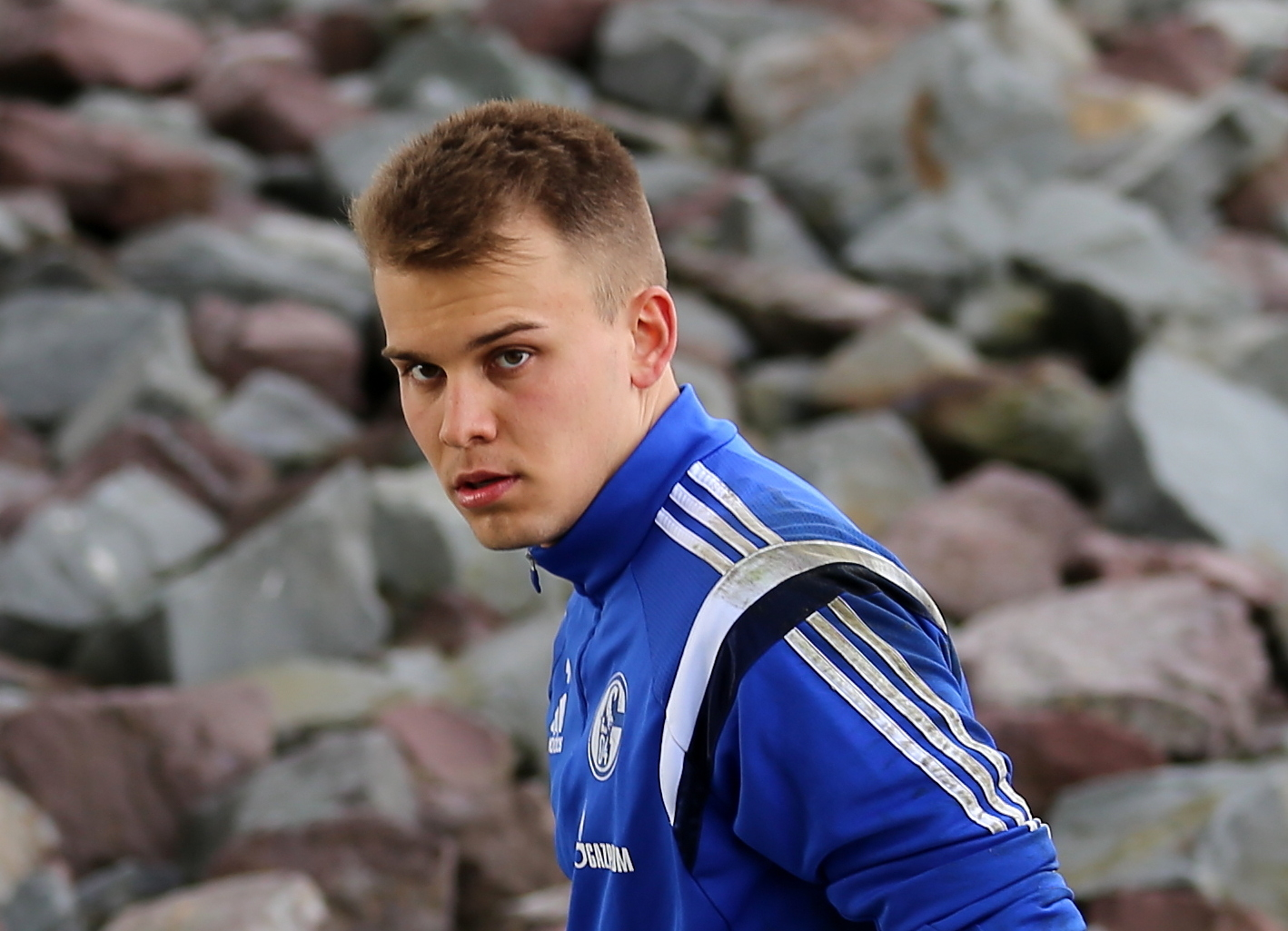
Timon Wellenreuther (2015)

- 03. Dezember: Timon Wellenreuther, deutscher Fußballtorwart
- 04. Dezember: Dina Asher-Smith, britische Sprinterin
- 04. Dezember: Vita Tepel, deutsche Schauspielerin
- 05. Dezember: Nicolas Jamin, französischer Automobilrennfahrer
- 05. Dezember: Anthony Martial, französischer Fußballspieler
- 06. Dezember: Joy Gruttmann, deutsche Sängerin
- 08. Dezember: Álex Rins, spanischer Motorradrennfahrer
- 08. Dezember: Rita Zeqiri, kosovarische Schwimmerin
- 09. Dezember: Andrew Fowler, guyanischer Schwimmer
- 09. Dezember: Maxim Makarow, russisch-moldawischer Biathlet
- 09. Dezember: McKayla Maroney, US-amerikanische Kunstturnerin
- 10. Dezember: Lorenzo Carter, US-amerikanischer American-Football-Spieler
- 10. Dezember: Tacko Fall, senegalesischer Basketballspieler
- 10. Dezember: Marc Stendera, deutscher Fußballspieler
- 11. Dezember: Martin Valjent, slowakischer Fußballspieler
- 13. Dezember: Emilee Anderson, US-amerikanische Skispringerin
- 13. Dezember: Marvin Friedrich, deutscher Fußballspieler
- 14. Dezember: Joacim Ødegård Bjøreng, norwegischer Skispringer
- 15. Dezember: Mike De Decker, belgischer Dartspieler
- 18. Dezember: Irina Lützelschwab, schweizerische Mountainbikerin
- 18. Dezember: Mads Pedersen, dänischer Radrennfahrer
- 19. Dezember: Annemarie Worst, niederländische Radrennfahrerin
- 20. Dezember: Feliks Zemdegs, australischer Speedcuber
- 22. Dezember: Kalen Ballage, US-amerikanischer American-Football-Spieler
- 24. Dezember: Phillip Sjøen, norwegischer Skispringer
- 25. Dezember: Lena Klenke, deutsche Schauspielerin
- 26. Dezember: Sarah Vollath, Politikerin (Die Linke), seit 2025 Abgeordnete im Deutschen Bundestag
- 28. Dezember: Mauricio Lemos, uruguayischer Fußballspieler
- 28. Dezember: Joe Wildsmith, englischer Fußballspieler
- 29. Dezember: Ross Lynch, US-amerikanischer Sänger, Schauspieler und Tänzer
- 30. Dezember: V, südkoreanischer Sänger

### Datum unbekannt
- AVEC, österreichische Songwriterin und Musikerin
- Stefanie Blaschka, deutsche Politikerin (CDU)
- Julie Burkardt, Schweizer Schauspielerin und Produzentin
- Sebastian Jakob Doppelbauer, österreichischer Schauspieler
- Sogol Faghani, deutsche Schauspielerin
- Katharina Farnleitner, österreichische Schauspielerin
- Chiara Fuhrmann, deutsche Musicaldarstellerin
- Daniela Galbo, deutsche Schauspielerin und Hörspielsprecherin
- Lennart Hillmann, deutscher Schauspieler
- Justus Johanssen, deutscher Schauspieler
- Sophie Jones (Pseudonym), deutsche Autorin und Aktivistin
- Niklas Nißl, deutscher Schauspieler
- Olivia Papoli-Barawati, deutsche Schauspielerin
- Samuel Prost, deutscher Schauspieler
- Tamara Romera Ginés, spanische Schauspielerin
- Nellie Thalbach, deutsche Schauspielerin
- Helen Woigk, deutsche Schauspielerin

## Gestorben
Dies ist eine Liste der bedeutendsten Persönlichkeiten, die 1995 verstorben sind. Für eine ausführlichere Liste siehe Nekrolog 1995.

### Januar
- 01. Januar: H. E. Erwin Walther, deutscher Komponist und Musikpädagoge (* 1920)

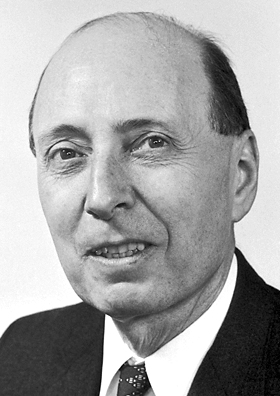
Eugene Paul Wigner

- 01. Januar: Eugene Paul Wigner, US-amerikanischer Physiker und Nobelpreisträger (* 1902)
- 02. Januar: Siad Barre, somalischer Präsident (* 1919)
- 03. Januar: Tadeáš Salva, tschechischer Komponist (* 1937)
- 04. Januar: Eduardo Mata, mexikanischer Komponist (* 1942)
- 05. Januar: Benjamin Robert Rich, US-amerikanischer Flugzeugkonstrukteur (* 1925)
- 06. Januar: Ernesto Soto venezolanischer Autorennfahrer (* 1943)
- 07. Januar: Harry Golombek, britischer Schachspieler (* 1911)
- 08. Januar: Carlos Monzón, argentinischer Boxer (* 1942)
- 09. Januar: Gisela Mauermayer, deutsche Leichtathletin (* 1913)
- 09. Januar: Prinz Souphanouvong, laotischer Politiker (* 1909)
- 10. Januar: Roy Ashton, britischer Maskenbildner (* 1909)
- 11. Januar: Heiner Pudelko, deutscher Rocksänger (* 1948)
- 12. Januar: Kay Aldridge, US-amerikanische Schauspielerin (* 1917)
- 12. Januar: Nicolas Hajj, libanesischer Erzbischof (* 1907)
- 13. Januar: Hermann Bachmann, deutscher Maler (* 1922)
- 13. Januar: Karl Junker, deutscher Schachproblemkomponist (* 1905)
- 16. Januar: Hans-Jürgen Nierentz, deutscher Schriftsteller und Fernsehintendant (* 1909)
- 17. Januar: Giovanni Lurani, italienischer Automobildesigner und Rennfahrer (* 1905)
- 17. Januar: Miguel Torga, portugiesischer Schriftsteller (* 1907)
- 18. Januar: Adolf Butenandt, deutscher Chemiker, Nobelpreisträger (* 1903)
- 18. Januar: Georg K. Glaser, deutschsprachiger französischer Schriftsteller (* 1910)
- 19. Januar: Hermann Henselmann, deutscher Architekt (* 1905)
- 20. Januar: Mehdi Bāzargān, iranischer Politiker und Ministerpräsident 1979 (* 1907)
- 21. Januar: Edward Hidalgo, US-amerikanischer Jurist und Politiker (* 1912)
- 22. Januar: Rose Kennedy, Mutter von John F. Kennedy (* 1890)
- 24. Januar: Erhard Agricola, deutscher Sprachwissenschaftler und Schriftsteller (* 1921)
- 24. Januar: Edward Colman, US-amerikanischer Kameramann (* 1905)
- 25. Januar: Fritz Dorls, deutscher Politiker (* 1910)
- 26. Januar: Erwin Schliephake, deutscher Mediziner (* 1894)
- 27. Januar: Karl Kayser, deutscher Theaterintendant (* 1914)
- 27. Januar: Jean Tardieu, französischer Dichter und Dramatiker (* 1903)
- 28. Januar: Aldo Gordini, französischer Automobilrennfahrer (* 1921)
- 30. Januar: Antonio Brivio, italienischer Automobilrennfahrer, Bobfahrer und Motorsportfunktionär (* 1905)
- 30. Januar: Fritz Buri, Pfarrer und Professor für Theologie (* 1907)
- 31. Januar: George Abbott, US-amerikanischer Drehbuchautor, Regisseur und Schauspieler (* 1887)

### Februar
- 01. Februar: Karl Gruber, österreichischer Politiker und Diplomat (* 1909)
- 02. Februar: Fred Perry, britischer Tischtennis- und Tennisspieler (* 1909)
- 02. Februar: Donald Pleasence, US-amerikanischer Schauspieler (* 1919)
- 03. Februar: Nicolás Lindley López, Chef einer peruanischen Militärjunta im Jahre 1963 (* 1908)
- 04. Februar: Godfrey Brown, britischer Leichtathlet und Olympiasieger (* 1915)
- 04. Februar: Patricia Highsmith, US-amerikanische Schriftstellerin (* 1921)
- 04. Februar: Walter Zeller, deutscher Motorradrennfahrer (* 1927)
- 05. Februar: Frank Costin, britischer Fahrzeugdesigner (* 1920)
- 05. Februar: Doug McClure, US-amerikanischer Schauspieler (* 1935)
- 06. Februar: Mira Lobe, österreichische Kinderbuchautorin (* 1913)
- 06. Februar: Kurt Schuster, deutscher Physiker (* 1903)
- 06. Februar: Art Taylor, US-amerikanischer Jazz-Schlagzeuger (* 1929)
- 07. Februar: Alfred Heuß, deutscher Althistoriker (* 1909)
- 07. Februar: Massimo Pallottino, italienischer Archäologe (* 1909)
- 08. Februar: Joseph Maria Bocheński, polnischer Philosoph und Logiker (* 1902)
- 09. Februar: James William Fulbright, US-amerikanischer Politiker (* 1905)
- 09. Februar: Eugen Loderer, deutscher Gewerkschaftsfunktionär (* 1920)
- 10. Februar: Heinrich Drerup, deutscher Archäologe (* 1908)
- 10. Februar: Helmut Schreiber, deutscher Schauspieler, Autor, Regisseur und Synchron- und Hörspielsprecher (* 1925)
- 12. Februar: Nat Holman, US-amerikanischer Basketballspieler und -trainer (* 1896)
- 13. Februar: Edward Bury, polnischer Komponist, Dirigent, Pianist und Musikpädagoge (* 1919)
- 14. Februar: Maria Andergast, österreichische Schauspielerin (* 1912)
- 14. Februar: Ischa Meijer, niederländischer Journalist, Schriftsteller und Talkmaster (* 1943)
- 14. Februar: U Nu, myanmarischer Politiker (* 1907)
- 15. Februar: Lucio Agostini, kanadischer Komponist, Arrangeur und Dirigent (* 1913)
- 15. Februar: Sergio Bertoni, italienischer Fußballspieler und -trainer (* 1915)
- 15. Februar: Rachid Baba Ali Ahmed, algerischer Musiker und Musikproduzent (* 1946)
- 15. Februar: Arna Mer-Chamis, israelische Menschenrechtsaktivistin (* 1929)
- 17. Februar: Werner Bruschke, Ministerpräsident von Sachsen-Anhalt (* 1898)
- 19. Februar: Schlomo Salman Auerbach, israelischer Rabbiner, Posek und Schulhaupt (* 1910)
- 19. Februar: John Howard, US-amerikanischer Schauspieler (* 1913)
- 23. Februar: James Herriot, englischer Tierarzt und Schriftsteller (* 1916)
- 24. Februar: René Ahlberg, deutscher Soziologe (* 1930)
- 24. Februar: Hans Hessling, deutscher Schauspieler und Synchronsprecher (* 1903)
- 24. Februar: Roberto Ago, italienischer Jurist, Mitglied der UN-Völkerrechtskommission, Richter am Internationalen Gerichtshof (* 1907)

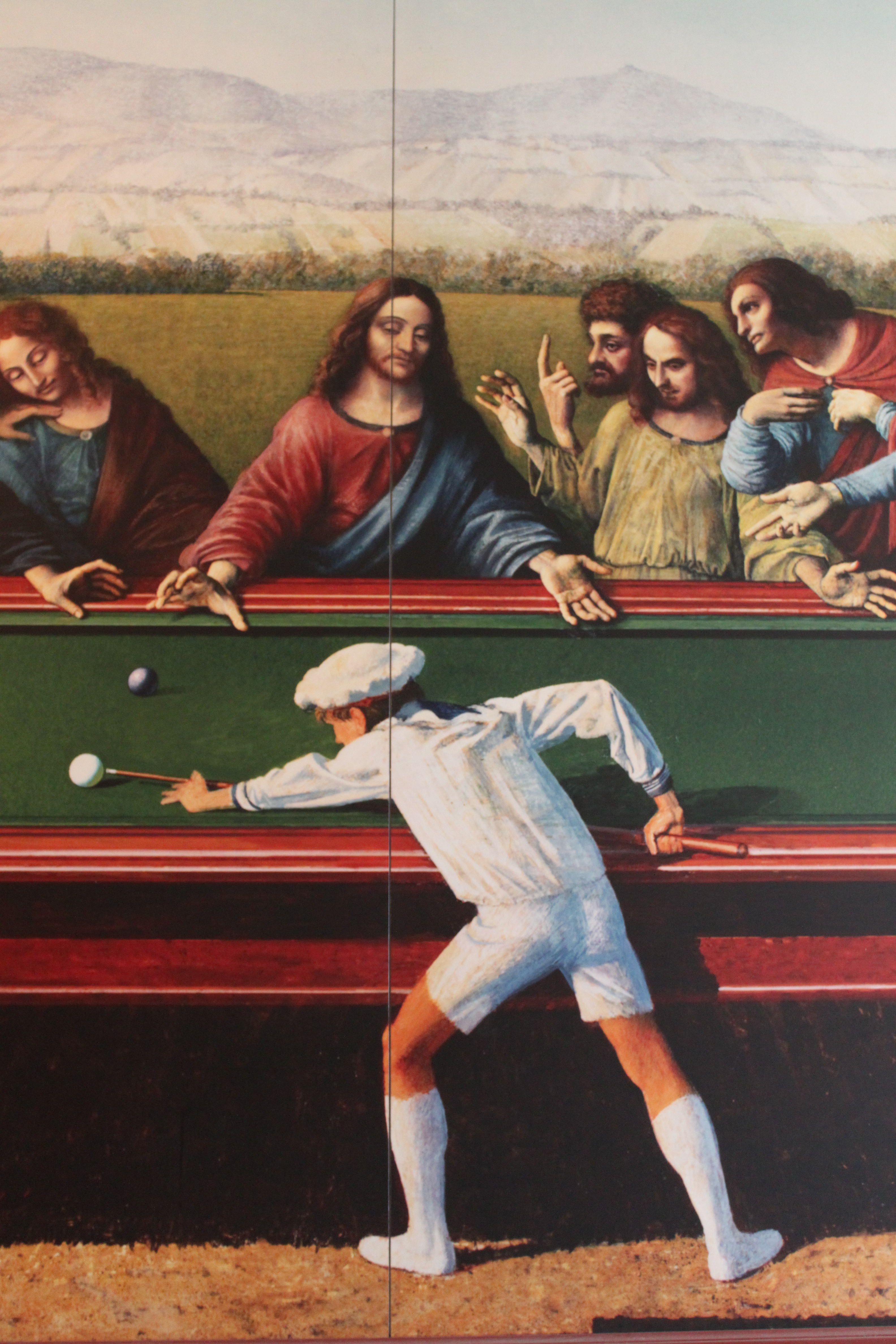
Rudolf Hausners Adam vor den Autoritäten I (1994), Detailausschnitt

- 25. Februar: Rudolf Hausner, österreichischer Maler und Graphiker (* 1914)
- 26. Februar: Willie Johnson, US-amerikanischer Blues-Musiker (* 1923)
- 27. Februar: Ann Ayars, US-amerikanische Schauspielerin und Opernsängerin (Sopran) (* 1918)
- 28. Februar: Adolf Fischer, deutscher Genealoge (* 1925)
- 28. Februar: Bill Richards, kanadischer Geiger und Komponist (* 1923)
- 28. Februar: Max Rudolf, deutsch-amerikanischer Dirigent (* 1902)

### März
- 01. März: Eugenio Corecco, römisch-katholischer Bischof im Bistum Lugano (* 1931)
- 01. März: Jackie Holmes, US-amerikanischer Automobilrennfahrer (* 1920)
- 01. März: Georges J. F. Köhler, deutscher Biologe und Nobelpreisträger (* 1946)
- 04. März: Eden Ahbez, US-amerikanischer Komponist (* 1908)
- 04. März: Kurt E. Ludwig, deutscher Schauspieler und Synchronsprecher (* 1924)
- 06. März: Barbara Lass, Filmschauspielerin (* 1940)
- 06. März: Friedrich Salomon Rothschild, deutsch-jüdischer Neurologe und Psychoanalytiker (* 1899)
- 06. März: Yakov Soroker, israelischer Geiger und Musikwissenschaftler (* 1920)
- 07. März: Jean Meckert, französischer Schriftsteller (* 1910)
- 07. März: Norman Rosten, US-amerikanischer Schriftsteller (* 1913)
- 07. März: Imogen Seger, deutsch-amerikanische Soziologin (* 1915)
- 07. März: Kazimierz Wiłkomirski, polnischer Komponist, Dirigent, Cellist und Musikpädagoge (* 1900)
- 08. März: Gomikawa Jumpei, japanischer Schriftsteller (* 1916)
- 08. März: Stephan László, österreichischer Bischof (* 1913)
- 08. März: Ingo Schwichtenberg, Schlagzeuger der Band Helloween (* 1965)
- 09. März: Edward Bernays, prägte für seinen Beruf die Bezeichnung PR-Berater (* 1891)
- 11. März: Rein Aun, sowjetischer Leichtathlet (* 1940)
- 11. März: Lotte Rausch, deutsche Schauspielerin (* 1911)
- 12. März: Vytautas Kasiulis, litauischer Maler und Kunsthändler (* 1918)
- 12. März: Rick Muther, US-amerikanischer Automobilrennfahrer (* 1935)
- 13. März: Juliette Pétrie, kanadische Schauspielerin, Komikerin, Sängerin und Tänzerin (* 1900)
- 14. März: William Alfred Fowler, US-amerikanischer Physiker und Nobelpreisträger (* 1911)
- 15. März: Wolfgang Harich, Philosoph und Journalist in der DDR (* 1923)
- 16. März: Simon Fraser, 15. Lord Lovat, schottischer General und Kommandoführer im Zweiten Weltkrieg (* 1911)
- 16. März: Heinrich Sutermeister, Schweizer Komponist (* 1910)
- 17. März: Rick Aviles, US-amerikanischer Stand-up-Comedian und Schauspieler (* 1952)
- 17. März: Flor Contemplacion, philippinische Doppelmörderin (* 1953)
- 17. März: Sunnyland Slim, US-amerikanischer Blues-Pianist (* 1907)
- 18. März: Jacques Labrecque, kanadischer Folksänger und Musikproduzent (* 1917)
- 18. März: Tun Datuk Pengiran Haji Ahmad Raffae, 2. zeremonielles Staatsoberhaupt des malaysischen Bundesstaats Sabah (* 1907)
- 19. März: Trevor Blokdyk, südafrikanischer Speedway- und Automobilrennfahrer (* 1935)
- 19. März: Max Braithwaite, kanadischer Schriftsteller (* 1911)
- 20. März: Michael Arneth, deutscher Theologe und Lehrer (* 1905)
- 20. März: Werner Liebrich, deutscher Fußballspieler und Trainer (* 1927)
- 21. März: Bernard Martin, Schweizer evangelischer Geistlicher (* 1905)
- 22. März: Henri Xhonneux, belgischer Filmemacher (* 1945)
- 24. März: Chet Mutryn, US-amerikanischer American-Football-Spieler (* 1921)
- 24. März: Joseph Needham, britischer Sinologe und Biochemiker (* 1900)
- 25. März: James Samuel Coleman, US-amerikanischer Soziologe (* 1926)
- 25. März: Philip Stuart Milner-Barry, britischer Schachmeister (* 1906)
- 26. März: Eazy-E, US-amerikanischer Rapper (* 1964)
- 27. März: Albert Drach, österreichischer Jurist und Schriftsteller (* 1902)
- 28. März: Hanns Joachim Friedrichs, deutscher Fernsehmoderator (* 1927)
- 28. März: Albert Pratz, kanadischer Geiger, Dirigent, Komponist und Musikpädagoge (* 1914)
- 29. März: Antony Hamilton, britischer Filmschauspieler (* 1952)
- 31. März: Roberto Juarroz, argentinischer Schriftsteller (* 1925)
- 31. März: Selena Quintanilla-Pérez, US-Musikstar; Grammy-Gewinnerin; ermordet von der Präsidentin ihres Fan-Clubs (* 1971)

### April
- 02. April: Hannes Alfvén, schwedischer Physiker und Nobelpreisträger (* 1908)
- 02. April: Julius Arthur Hemphill, US-amerikanischer Jazzmusiker (* 1938)
- 03. April: Ilsemarie Schnering, deutsche Schauspielerin (* 1916)
- 04. April: Hubert F. Armbruster, deutscher Jurist und Professor (* 1911)
- 04. April: Gorg Braun, deutscher Motorradrennfahrer (* 1918)
- 05. April: Bill Lange, US-amerikanischer American-Football-Spieler (* 1928)
- 05. April: Claire Pratt, kanadische Grafikerin, Lyrikerin und Herausgeberin (* 1921)
- 08. April: Hans Bodensteiner, deutscher Politiker (* 1912)
- 08. April: Karl Terheyden, Kapitän und Hochschullehrer für Nautik (* 1916)
- 09. April: Oscar Heiler, deutscher Schauspieler (* 1906)
- 10. April: Anja Ignatius, finnische Geigerin und Musikpädagogin (* 1911)
- 13. April: John Austrheim, norwegischer Wirtschaftsmanager und Politiker (* 1912)
- 16. April: Cheyenne Brando, tahitianisches Model (* 1970)
- 16. April: Iqbal Masih, pakistanischer Ex-Kindersklave und Menschenrechtsaktivist (* 1982)

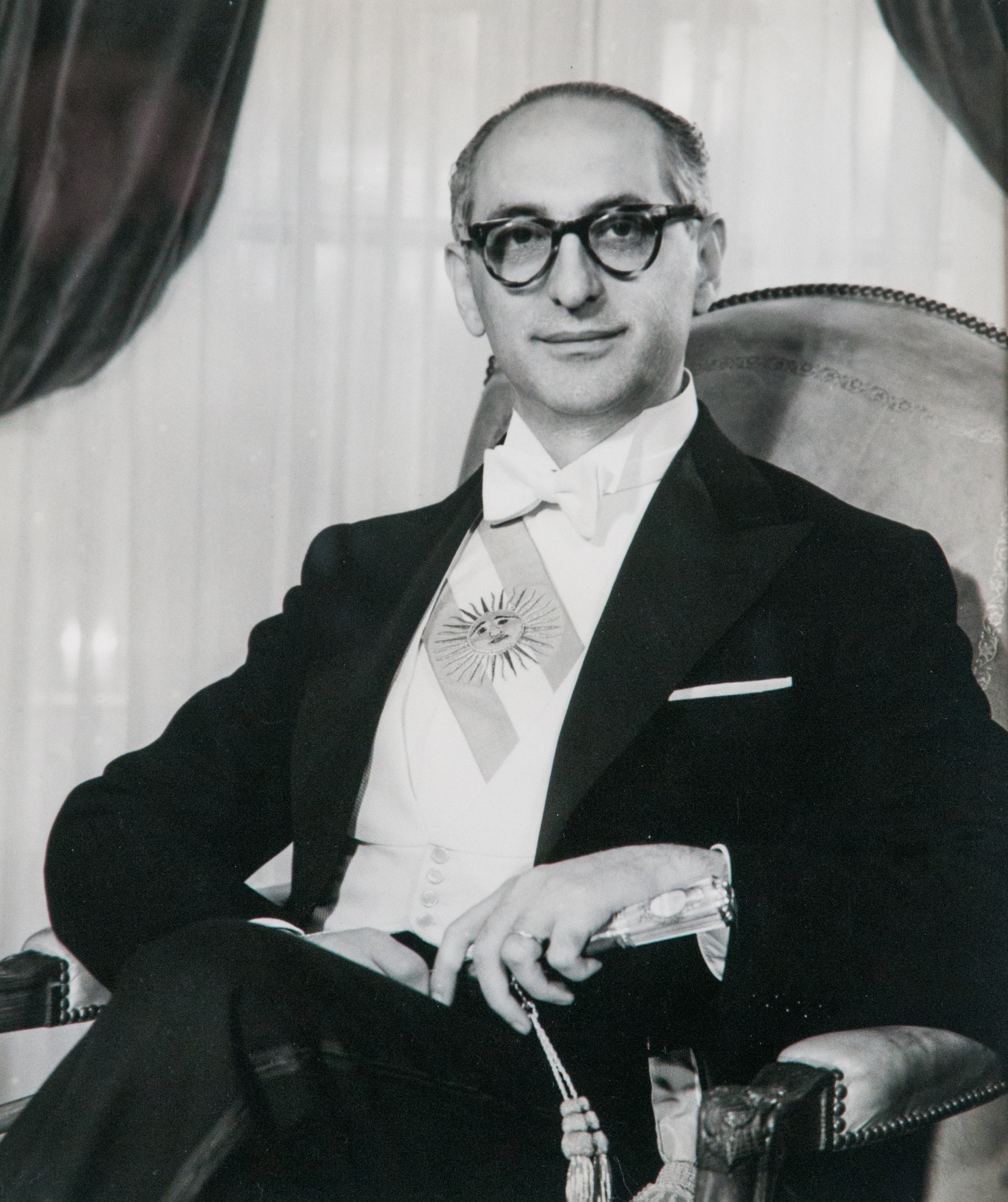
Arturo Frondizi

- 18. April: Arturo Frondizi Ercoli, argentinischer Politiker und Präsident (* 1908)
- 21. April: Gerhard Scholten, österreichischer Autor (* 1923)
- 22. April: Carlo Ceresoli, italienischer Fußballspieler und -trainer (* 1910)
- 23. April: Paul Bürks, deutscher Schauspieler, Synchron- und Hörspielsprecher (* 1916)
- 24. April: Hideyuki Ashihara, japanischer Karateka (* 1944)
- 25. April: Lou Ambers, US-amerikanischer Boxer (* 1913)
- 25. April: Andrea Fortunato, italienischer Fußballspieler (* 1971)

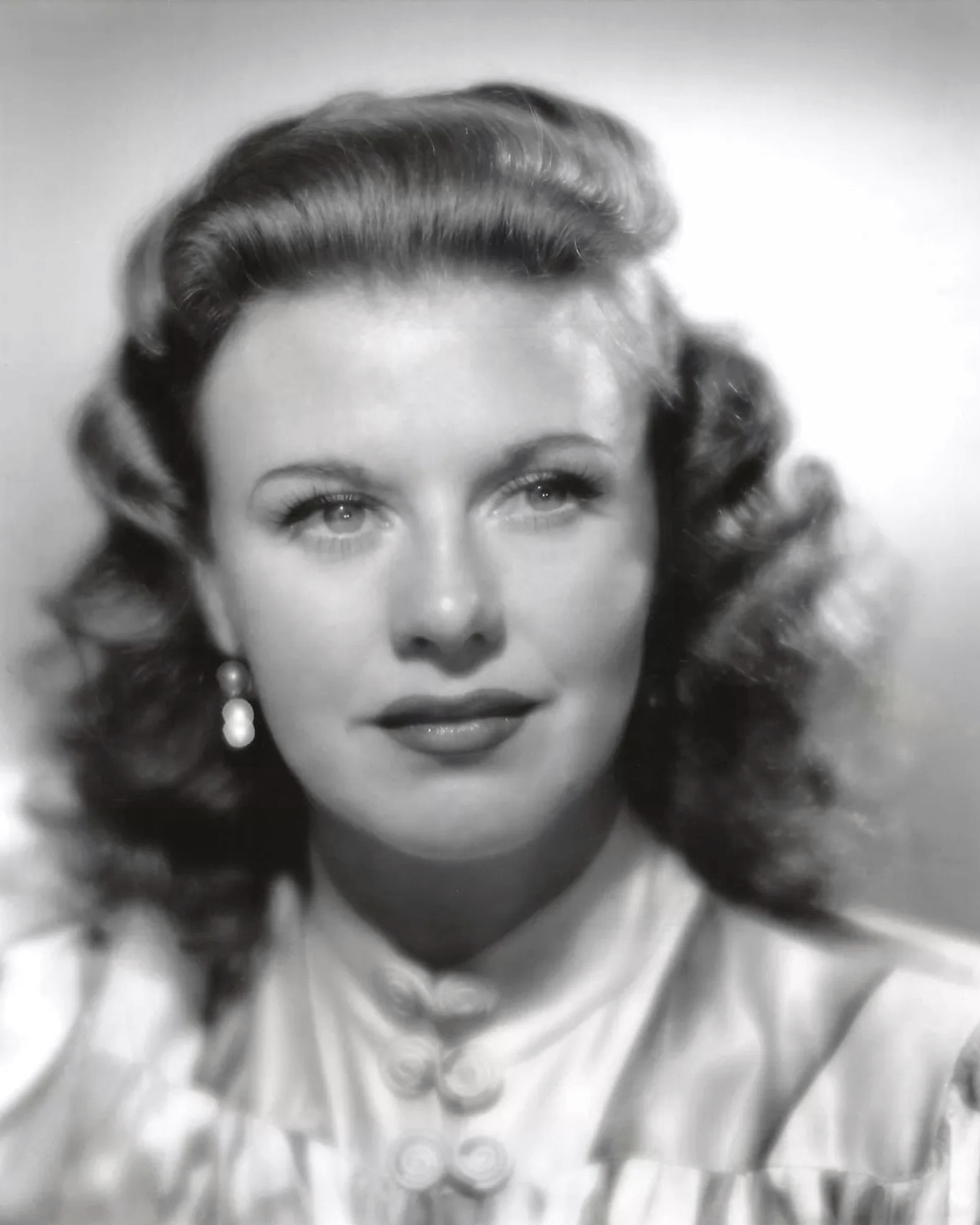
Ginger Rogers

- 25. April: Ginger Rogers, US-amerikanische Schauspielerin (* 1911)
- 27. April: Willem Frederik Hermans, niederländischer Schriftsteller (* 1921)

### Mai
- 02. Mai: Agnes Kraus, deutsche Schauspielerin (* 1911)
- 02. Mai: Werner Veigel, Chefsprecher der Tagesschau der ARD (* 1928)
- 05. Mai: Michail Moissejewitsch Botwinnik, russischer Schachspieler (* 1911)
- 07. Mai: María Luisa Bemberg, argentinische Drehbuchautorin, Film- und Theaterregisseurin (* 1922)
- 08. Mai: Arwed Blomeyer, deutscher Rechtswissenschaftler (* 1906)
- 10. Mai: Joe Vetrano, US-amerikanischer American-Football-Spieler (* 1918)
- 11. Mai: David Avidan, israelischer Schriftsteller (* 1934)
- 11. Mai: Hans-Joachim Böhme, Minister für Hoch- und Fachschulwesen der DDR (* 1931)
- 11. Mai: Tibor Sárai, ungarischer Komponist (* 1919)
- 12. Mai: Rodrigo Arenas Betancur, kolumbianischer Schriftsteller und Bildhauer (* 1919)
- 12. Mai: Mia Martini, italienische Sängerin (* 1947)
- 12. Mai: Adolfo Alfredo Pedernera, argentinischer Fußballspieler und -trainer (* 1918)
- 13. Mai: Alan Maley, britischer Maler und Spezialeffektkünstler (* 1931)
- 13. Mai: Wolfgang von Zeynek, deutscher Jurist (* 1908)
- 14. Mai: Christian B. Anfinsen, US-amerikanischer Biochemiker und Nobelpreisträger (* 1916)
- 16. Mai: Red Amick, US-amerikanischer Automobilrennfahrer (* 1929)
- 18. Mai: Francis Judd Cooke, US-amerikanischer Komponist, Organist, Pianist, Cellist, Dirigent und Musikpädagoge (* 1910)
- 18. Mai: Alexander Borissowitsch Godunow, russischer Tänzer und Schauspieler (* 1949)
- 18. Mai: Gustav Lübbe, deutscher Verleger (* 1918)
- 18. Mai: Elizabeth Montgomery, US-amerikanische Filmschauspielerin (* 1933)
- 19. Mai: Irma Brandes, deutsche Journalistin und Schriftstellerin (* 1905)
- 19. Mai: Hans Patze, deutscher Historiker und Archivar (* 1919)
- 20. Mai: Ulysses Kay, US-amerikanischer Komponist (* 1917)
- 21. Mai: Les Aspin, US-amerikanischer Politiker (* 1938)
- 21. Mai: Nora Minor, österreichische Schauspielerin (* 1910)
- 21. Mai: Agnelo Rossi, Erzbischof von São Paulo und Kardinal (* 1913)
- 21. Mai: Annie M. G. Schmidt, niederländische Schriftstellerin (* 1911)
- 24. Mai: Jürgen Horlemann, deutscher Politiker und Verleger (* 1941)
- 24. Mai: Harold Wilson, britischer Politiker und Premierminister (* 1916)
- 25. Mai: Élie Bayol, französischer Automobilrennfahrer (* 1914)
- 25. Mai: Krešimir Ćosić, kroatischer Basketballspieler (* 1948)
- 25. Mai: Herbert A. Frenzel, deutscher Skandinavist, Journalist, Übersetzer und Theaterwissenschaftler (* 1908)
- 26. Mai: Friz Freleng, US-amerikanischer Cartoonist und Filmproduzent (* 1906)
- 31. Mai: Pavel Šivic, slowenischer Komponist (* 1908)

### Juni
- 03. Juni: John Presper Eckert, US-amerikanischer Computerpionier (* 1919)
- 03. Juni: Paul Wandel, Minister für Volksbildung und Jugend der DDR (* 1905)
- 04. Juni: Alfred Beni, österreichischer Schachspieler (* 1923)
- 04. Juni: Ernst Wilhelm Julius Bornemann, deutscher Sexualforscher (* 1915)
- 05. Juni: Johana Harris, kanadische Pianistin, Komponistin und Musikpädagogin (* 1912)
- 07. Juni: Josef Brinkhues, Bischof der Alt-katholischen Kirche in Deutschland (* 1913)
- 08. Juni: Heinz Lehmann, deutscher Schachspieler (* 1921)
- 08. Juni: Juan Carlos Onganía, argentinischer Militär und Politiker (* 1914)
- 08. Juni: Abdul Rahman Pazhwak, afghanischer Diplomat und Präsident der UN-Generalversammlung (* 1919)
- 10. Juni: Néophytos Edelby, syrischer Erzbischof (* 1920)
- 10. Juni: Bruno Lawrence, Musiker und Schauspieler (* 1941)
- 11. Juni: Giorgos Savvidis, griechischer Literaturwissenschaftler (* 1929)
- 12. Juni: Eva Bernoulli, Schweizer Logopädin und Pädagogin (* 1903)
- 12. Juni: Maitland Farmer, kanadischer Organist, Cembalist und Musikpädagoge (* 1904)
- 12. Juni: Arturo Benedetti Michelangeli, italienischer Pianist (* 1920)
- 14. Juni: Els Aarne, estnische Komponistin (* 1917)
- 14. Juni: Jack Chertok, US-amerikanischer Film- und Fernsehproduzent (* 1906)
- 14. Juni: Rory Gallagher, irischer Gitarrist (* 1948)
- 14. Juni: Bobby Grim, US-amerikanischer Automobilrennfahrer (* 1924)
- 14. Juni: Paul Steg, US-amerikanischer Komponist und Musikpädagoge (* 1919)
- 14. Juni: Roger Zelazny, US-amerikanischer Schriftsteller (* 1937)
- 15. Juni: John Atanasoff, US-amerikanischer Computerpionier (* 1903)
- 18. Juni: Karl Atzenroth, deutscher Politiker (* 1895)
- 18. Juni: Robert Schlienz, deutscher Fußballspieler (* 1924)
- 18. Juni: Harry Tisch, Mitglied des Politbüros des ZK der SED und Vorsitzender des FDGB in der DDR (* 1927)
- 19. Juni: Maria Wiłkomirska, polnische Pianistin, Kammermusikerin und Musikpädagogin (* 1904)
- 20. Juni: Emil Cioran, rumänischer Philosoph (* 1911)
- 21. Juni: Al Adamson, US-amerikanischer Regisseur und Produzent von B-Filmen (* 1929)
- 22. Juni: Yves Congar, Kardinal der römisch-katholischen Kirche (* 1904)

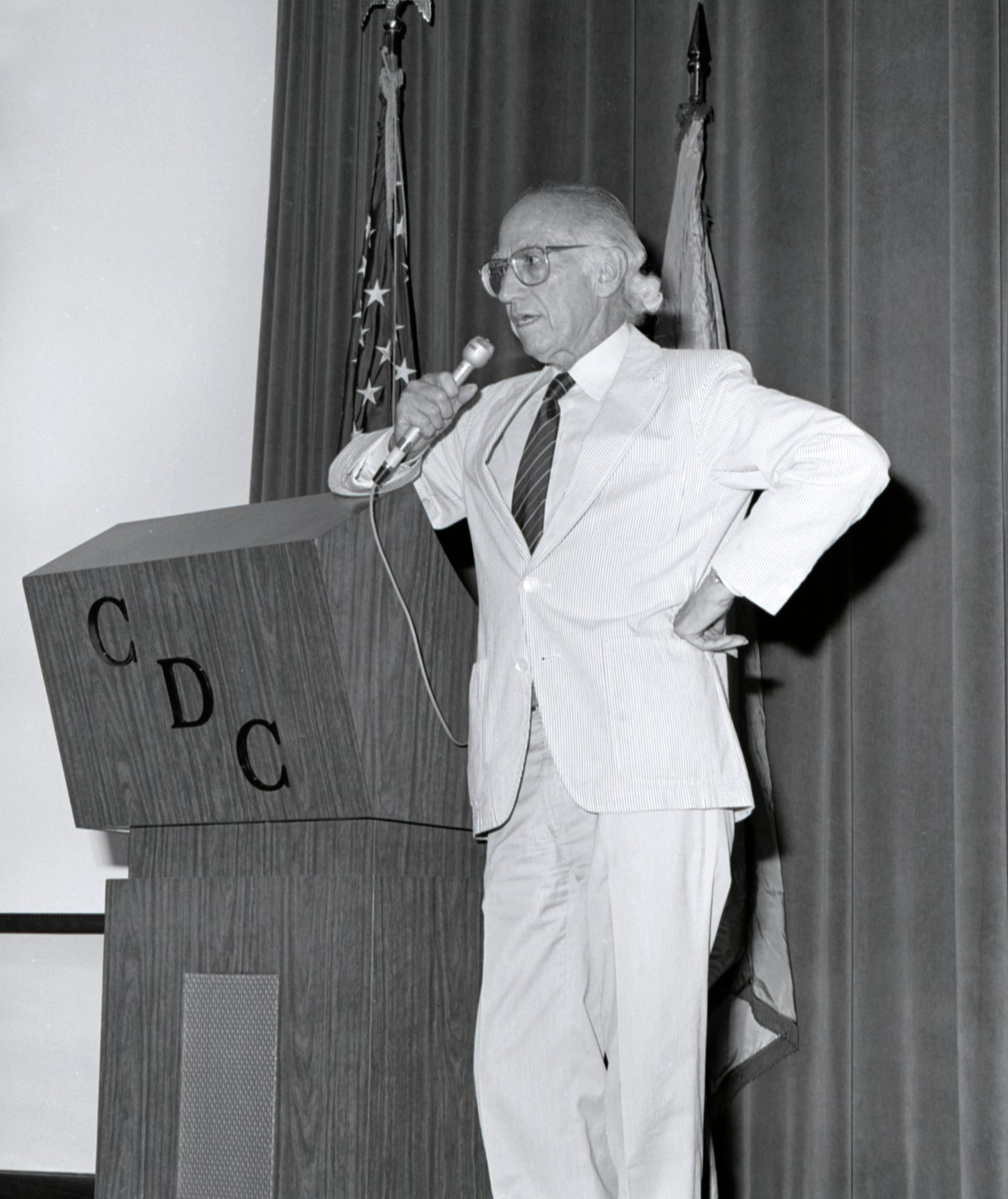
Jonas Salk, 1988

- 23. Juni: Jonas Salk, US-amerikanischer Arzt und Immunologe (* 1914)
- 23. Juni: Paul Scholz, stellvertretender Vorsitzender des Ministerrates und Minister für Land- und Forstwirtschaft der DDR (* 1902)
- 23. Juni: Anatoli Wladimirowitsch Tarassow, sowjetischer Eishockeyspieler und -trainer (* 1918)
- 25. Juni: Warren E. Burger, US-amerikanischer Jurist und Vorsitzender Richter des Supreme Courts (* 1907)

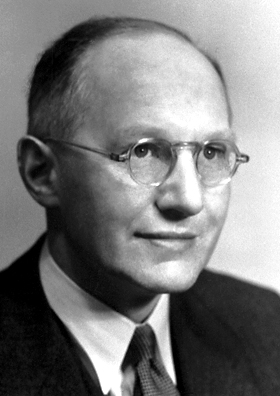
Ernest Walton.

- 25. Juni: Ernest Walton, irischer Physiker und Nobelpreisträger (* 1903)
- 29. Juni: Sicco Mansholt, niederländischer Landwirt und Politiker (* 1908)
- 29. Juni: Lana Turner, US-amerikanische Schauspielerin (* 1921)
- 30. Juni: Georgi Timofejewitsch Beregowoi, sowjetischer Kosmonaut (* 1921)
- 30. Juni: Gale Gordon, US-amerikanischer Schauspieler (* 1906)

### Juli
- 01. Juli: Wolfman Jack, US-amerikanischer DJ (* 1938)
- 02. Juli: Alex Jordan, US-amerikanische Pornodarstellerin (* 1963)
- 03. Juli: Ricardo González, US-amerikanischer Tennisspieler (* 1928)
- 03. Juli: Georg Richter, deutscher Sportler (* 1905)
- 04. Juli: Bob Ross, US-amerikanischer Maler und Fernsehstar (* 1942)
- 05. Juli: Foster Furcolo, US-amerikanischer Politiker (* 1911)
- 08. Juli: Günter Bialas, deutscher Komponist (* 1907)
- 08. Juli: Edmondo Fabbri, italienischer Fußballspieler und -trainer (* 1921)
- 12. Juli: Ikai Tane, japanische Supercentenarian (* 1879)
- 13. Juli: Aimé Barelli, französischer Jazztrompeter und Bandleader (* 1917)
- 13. Juli: Matti Pellonpää, finnischer Schauspieler (* 1951)
- 15. Juli: Robert Coffy, Erzbischof von Marseille und Kardinal (* 1920)
- 16. Juli: May Sarton, US-amerikanische Schriftstellerin, Lyrikerin und Tagebuchautorin (* 1912)
- 17. Juli: Juan Manuel Fangio argentinischer Automobilrennfahrer (* 1911)
- 17. Juli: Rainer Kunad, deutscher Komponist (* 1936)
- 18. Juli: Fabio Casartelli, italienischer Radrennfahrer (* 1970)
- 18. Juli: Srinagarindra, Mutter des thailändischen Königs Bhumibol Adulyadej (* 1900)
- 19. Juli: Michael James Andrews, britischer Maler (* 1928)
- 20. Juli: Ernest Mandel, marxistischer Ökonom, Theoretiker (* 1923)
- 20. Juli: Alexander Iwanowitsch Pirumow, armenisch-russischer Komponist und Musikpädagoge (* 1930)
- 24. Juli: Sadık Ahmet, griechischer Politiker und Chirurg (* 1947)
- 24. Juli: George Rodger, Fotograf (* 1908)
- 25. Juli: Osvaldo Pugliese, argentinischer Musiker (* 1905)
- 25. Juli: Charlie Rich, US-amerikanischer Country-Sänger (* 1932)
- 26. Juli: Laurindo Almeida, brasilianischer Jazz-Musiker (* 1917)
- 26. Juli: Heinrich Heesch, deutscher Mathematiker (* 1906)
- 26. Juli: Boy Lornsen, deutscher Bildhauer und Schriftsteller (* 1922)
- 27. Juli: Miklós Rózsa, ungarisch-amerikanischer Filmkomponist (* 1907)
- 29. Juli: Leo Kofler, deutscher Philosoph (* 1907)
- 29. Juli: Gerhard Schumann, deutscher Schriftsteller (* 1911)
- 29. Juli: Severino Varela, uruguayischer Fußballspieler (* 1913)
- 30. Juli: Nikolai Dmitrijewitsch Kusnezow, sowjetischer Triebwerkskonstrukteur (* 1911)

### August
- 04. August: Said Ramadan, islamischer Fundamentalist (* 1926)
- 05. August: Agha Hasan Abedi, pakistanischer Bankier (* 1922)
- 05. August: Georg Buch, deutscher Politiker (* 1903)
- 06. August: André Fleury, französischer Komponist, Pianist, Organist und Musikpädagoge (* 1903)
- 06. August: George Svendsen, US-amerikanischer American-Football-Spieler (* 1913)
- 07. August: Brigid Brophy, britische Autorin (* 1929)
- 08. August: František Nepil, tschechischer Schriftsteller, Rundfunkmoderator und Erzähler (* 1929)
- 09. August: Jerry García, Musiker und Bandleader der Grateful Dead (* 1942)
- 10. August: Leo Apostel, belgischer Philosoph (* 1925)
- 10. August: Fay Honey Knopp, US-amerikanische Quäkerin, Abolitionistin, Feministin und Aktivistin (* 1918)
- 10. August: Willi Kobe, Schweizer evangelischer Geistlicher und Friedensaktivist (* 1899)
- 11. August: Karel Berman, tschechischer Komponist und Opernsänger (* 1919)
- 11. August: Alonzo Church, US-amerikanischer Mathematiker (* 1903)
- 13. August: Alison Hargreaves, schottische Bergsteigerin (* 1962)
- 13. August: Mickey Mantle, US-amerikanischer Baseballspieler (* 1931)
- 14. August: Helmut Beumann, deutscher Historiker (* 1912)
- 16. August: Ljubiša Broćić, jugoslawischer Fußballtrainer (* 1911)
- 17. August: Howard Koch, US-amerikanischer Drehbuchautor (* 1901)
- 19. August: Silvio Amadio, italienischer Filmregisseur und Drehbuchautor (* 1926)
- 19. August: John Gilmore, US-amerikanischer Jazzmusiker (* 1931)
- 19. August: Pierre Schaeffer, französischer Komponist (* 1910)
- 20. August: Hugo Pratt, italienischer Comic-Autor (* 1927)
- 21. August: Subrahmanyan Chandrasekhar, US-amerikanischer Astro-Physiker und Nobelpreisträger (* 1910)
- 21. August: Manfred Donike, deutscher Radsportler und Chemiker (* 1933)
- 21. August: Chuck Stevenson, US-amerikanischer Automobilrennfahrer (* 1919)
- 22. August: Werner Kukelski, deutscher Geheimdienstler (* 1920)
- 24. August: Alfred Eisenstaedt, Fotoreporter (* 1898)
- 25. August: John Brunner, britischer Science-Fiction-Autor (* 1934)
- 25. August: Edith Kristan-Tollmann, österreichische Geologin und Paläontologin (* 1934)
- 27. August: Mary Beth Hughes, US-amerikanische Schauspielerin (* 1919)
- 28. August: Michael Ende, deutscher Schriftsteller (* 1929)
- 29. August: Pierre-Max Dubois, französischer Komponist (* 1930)
- 29. August: Thomas Strittmatter, deutscher Autor (* 1961)
- 30. August: Fischer Black, US-amerikanischer Wirtschaftswissenschaftler (* 1938)
- 30. August: Kurt Friedrich, deutscher Motorradrennfahrer (* 1901)
- 30. August: Yamaguchi Hitomi, japanischer Schriftsteller (* 1923)
- 30. August: Sterling Morrison, britischer Musiker und Gitarrist (* 1942)
- 30. August: Lew Abramowitsch Polugajewski, russisch-sowjetischer Schachspieler (* 1934)
- 31. August: Hendrik Leendert Heijkoop, niederländischer Steuerberater, Prediger, Bibellehrer und Autor der Brüderbewegung (* 1906)
- 31. August: Horst Henning, deutscher Politiker und Oberbürgermeister von Leverkusen (* 1937)
- 31. August: Horst Janssen, deutscher Grafiker und Autor (* 1929)
- 31. August: Gertrud Luckner, christliche Widerstandskämpferin, Pazifistin (* 1900)

### September
- 02. September: Václav Neumann, tschechischer Dirigent, Violine- und Viola-Spieler (* 1920)
- 03. September: Günter Ammon, deutscher Psychoanalytiker (* 1918)

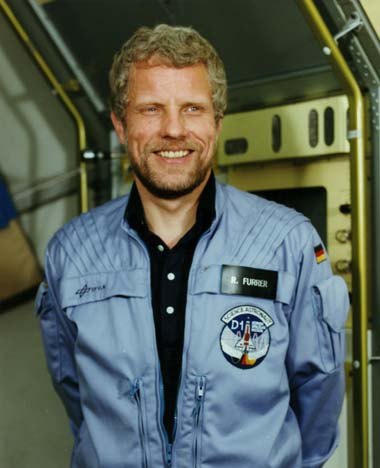
Reinhard Furrer

- 09. September: Reinhard Furrer, deutscher Astronaut, Physiker, Pilot (* 1940)
- 10. September: Derek Meddings, US-amerikanischer Spezialist für Spezialeffekte und Modelle (* 1931)
- 11. September: Ralph Kent-Cooke, US-amerikanischer Automobilrennfahrer und Rennstallbesitzer (* 1937)
- 12. September: Malvin Russell Goode, erster afroamerikanische TV-Journalist und Nachrichten-Korrespondent der American Broadcasting Company (* 1908)
- 12. September: Yasutomo Nagai, japanischer Motorradrennfahrer (* 1965)
- 13. September: Fritz Bennewitz, deutscher Theaterregisseur (* 1926)
- 14. September: Eiji Okada, japanischer Schauspieler (* 1920)
- 14. September: Hans-Gerd Fröhlich, deutscher Vertriebenenpolitiker (* 1914)
- 15. September: Rien Poortvliet, niederländischer Maler und Zeichner (* 1932)
- 15. September: Gunnar Nordahl, schwedischer Fußballspieler (* 1921)
- 17. September: Astrid Krebsbach, deutsche Tischtennisspielerin (* 1913)
- 17. September: Friedrich Schütter, deutscher Schauspieler und Synchronsprecher (* 1921)
- 18. September: Erwin Waldschütz, österreichischer Philosoph (* 1948)
- 19. September: Rudolf Peierls, deutsch-britischer Physiker (* 1907)
- 19. September: Hilda Horak, slowenische Pianistin, Musikpädagogin und Komponistin (* 1914)
- 19. September: Rodney Turner, britischer Autorennfahrer (* 1909)
- 20. September: José Sabre Marroquín, mexikanischer Komponist und Dirigent (* 1909)
- 21. September: Donald Johan Kuenen, niederländischer Biologe (* 1912)
- 22. September: Konrad Siebach, deutscher Kontrabassist und Kontrabass-Lehrer (* 1912)
- 23. September: Albrecht Unsöld, deutscher Astronom und Physiker (* 1905)
- 24. September: Elizabeth A. H. Green, US-amerikanische Musikpädagogin, Dirigentin und Komponistin (* 1906)
- 25. September: Rudolf Olgiati, Schweizer Architekt (* 1910)
- 29. September: Gerd Bucerius, deutscher Verleger und Politiker (* 1906)
- 30. September: Theo Balden, deutscher Bildhauer und Graphiker (* 1904)

### Oktober

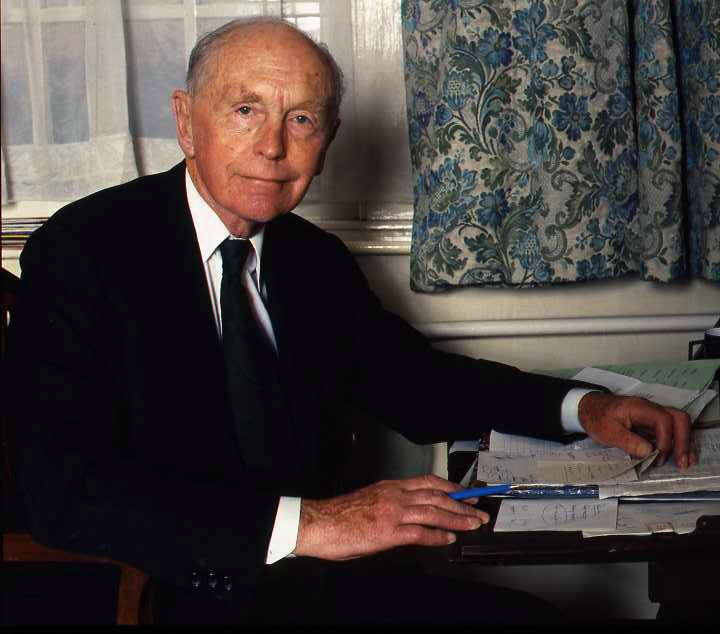
Alec Douglas-Home (1986)

- 04. Oktober: Else Brems, dänische Sängerin und Musikpädagogin (* 1908)
- 04. Oktober: Chen Yun, chinesischer Politiker (* 1905)
- 05. Oktober: Leonid Wiktorowitsch Afanassjew, sowjetischer Komponist (* 1921)
- 05. Oktober: Walter Edwin Arnoldi, US-amerikanischer Maschinenbau-Ingenieur (* 1917)
- 05. Oktober: Lillian Fuchs, US-amerikanische Bratschistin, Musikpädagogin und Komponistin (* 1902)
- 06. Oktober: Johnny Bruck, deutscher Zeichner und Photolithograph (* 1921)
- 07. Oktober: Gabriele Kröcher-Tiedemann, deutsche Terroristin (* 1951)
- 07. Oktober: Gérard-Henri de Vaucouleurs, französisch-amerikanischer Astronom (* 1918)
- 08. Oktober: John Cairncross, britischer Spion (* 1913)
- 09. Oktober: Alec Douglas-Home, britischer Premierminister (* 1903)
- 09. Oktober: Kukrit Pramoj, zwischen 1975 und 1976 Premierminister von Thailand (* 1911)
- 10. Oktober: Robert Finch, US-amerikanischer Politiker (* 1925)
- 10. Oktober: Alarich Weiss, deutscher Physikochemiker (* 1925)
- 11. Oktober: Isolde Ahlgrimm, österreichische Cembalistin (* 1914)
- 12. Oktober: Pierre Doukan, französischer Geiger, Komponist und Musikpädagoge (* 1927)
- 13. Oktober: Henry Roth, US-amerikanischer Schriftsteller (* 1906)
- 13. Oktober: Gerhard Schwarz, deutscher Kirchenmusiker und Organist (* 1902)
- 15. Oktober: Marco Campos, brasilianischer Automobilrennfahrer (* 1976)
- 15. Oktober: Alfredo Torres Romero, mexikanischer Geistlicher (* 1922)
- 19. Oktober: Don Cherry, Jazzmusiker (* 1936)
- 19. Oktober: George Little, kanadischer Musikpädagoge, Chordirigent und Organist (* 1920)
- 19. Oktober: Jürgen Wohlrabe, deutscher Politiker, Präsident des Berliner Abgeordnetenhauses (* 1936)
- 20. Oktober: Riccardo Carapellese, italienischer Fußballspieler und -trainer (* 1922)
- 21. Oktober: Maxene Angelyn Andrews, US-amerikanische Sängerin (* 1916)
- 21. Oktober: Nancy Graves, US-amerikanische Bildhauerin, Malerin und Filmemacherin (* 1939)
- 21. Oktober: Hans Helfritz, deutscher Komponist, Musikwissenschaftler und Schriftsteller (* 1902)
- 21. Oktober: Shannon Hoon, US-amerikanischer Rockmusiker (* 1967)
- 22. Oktober: Kingsley William Amis, englischer Schriftsteller und Dichter (* 1922)
- 22. Oktober: Mary Wickes, US-amerikanische Schauspielerin (* 1910)
- 24. Oktober: Andrés Aguilar Mawdsley, venezolanischer Jurist und Diplomat (* 1924)
- 24. Oktober: Hermann Langbein, kämpfte im Spanischen Bürgerkrieg auf der Seite der Internationalen Brigaden (* 1912)
- 25. Oktober: Bernhard Heiliger, deutscher Bildhauer (* 1915)
- 25. Oktober: Jan Hoffman, polnischer Pianist und Musikpädagoge (* 1906)
- 25. Oktober: Robert Riggs, US-amerikanischer Tennisspieler (* 1918)
- 27. Oktober: Leo Bardischewski, deutscher Schauspieler und Synchronsprecher (* 1914)
- 28. Oktober: Gisela Schlüter, deutsche Kabarettistin und Schauspielerin (* 1914)

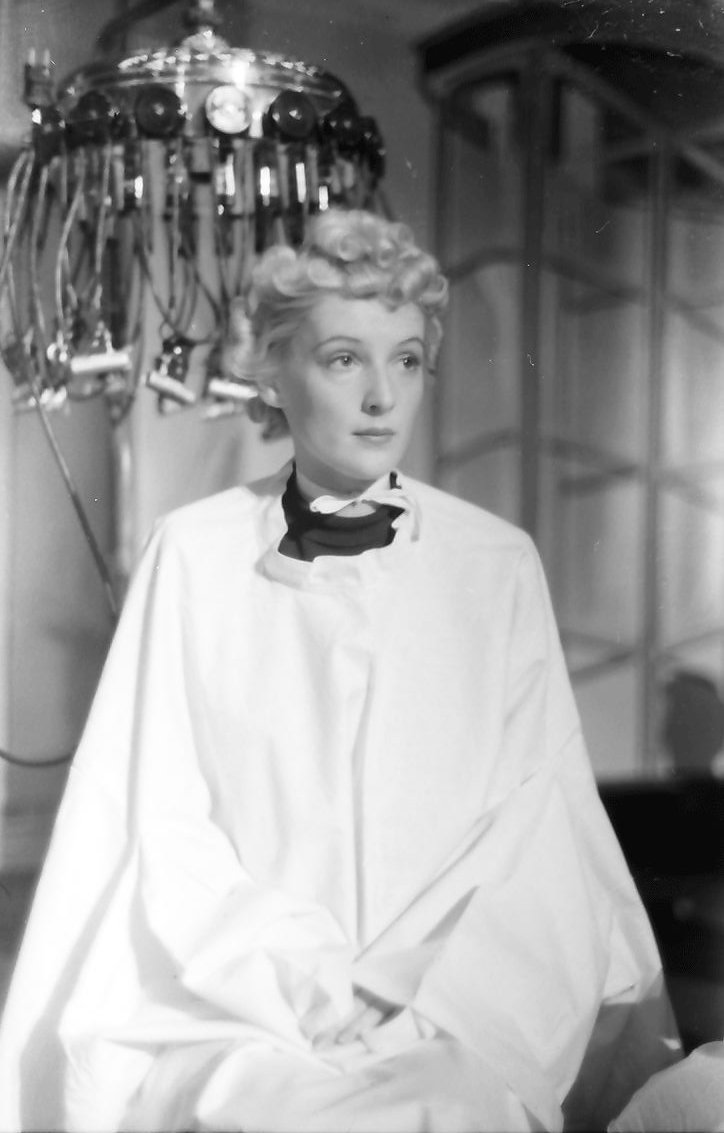
Gisela Schlüter

- 30. Oktober: Hyman Bress, kanadischer Geiger und Komponist (* 1931)
- 30. Oktober: Frank Souffront, puerto-ricanischer Sänger
- 31. Oktober: Joel Mason, US-amerikanischer American-Football-Spieler, Basketballtrainer (* 1912)

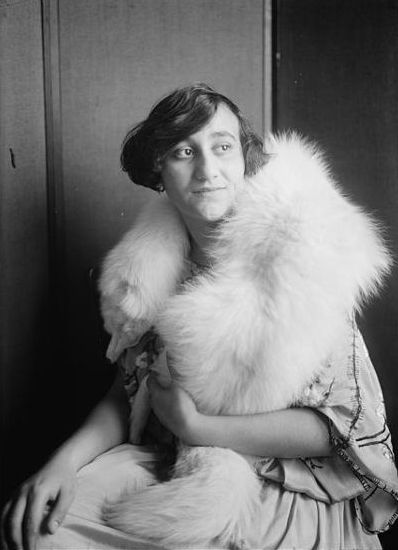
Erika Morini

- 31. Oktober: Erika Morini, österreichisch-amerikanische Violinistin (* 1904)
- 31. Oktober: Anton Pashku, albanischer Schriftsteller und Verlagslektor (* 1937)

### November
- 01. November: Reinhardt Abraham, deutscher Manager der Lufthansa (* 1929)
- 01. November: Charles Richard Ashcraft, US-amerikanischer Politikwissenschaftler (* 1938)
- 01. November: Lex Hixon, US-amerikanischer Poet, Philosoph und spiritueller Lehrer (* 1941)
- 03. November: Bojan Adamič, slowenischer Komponist und Dirigent (* 1912)
- 03. November: Mario Revollo Bravo, Erzbischof von Bogotá und Kardinal der römisch-katholischen Kirche (* 1919)
- 03. November: Otto Rösch, österreichischer Politiker und Jurist (* 1917)
- 03. November: Yun I-sang, koreanischer Komponist (* 1917)
- 03. November: Werner Gräber, deutscher Fußballspieler (* 1939)
- 04. November: Gilles Deleuze, französischer Philosoph der Postmoderne (* 1925)

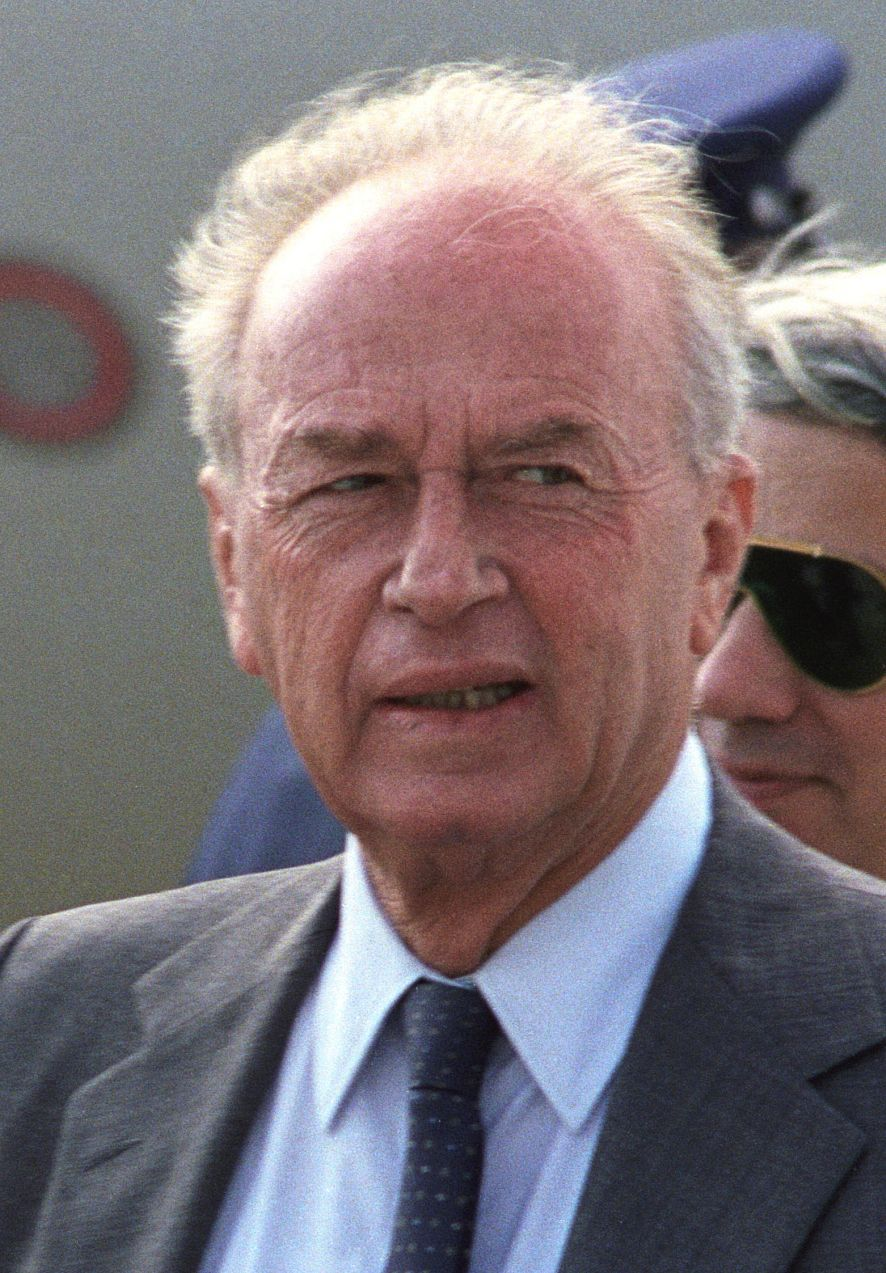
Jitzchak Rabin (1986)

- 04. November: Jitzchak Rabin, israelischer General und Politiker, Friedensnobelpreisträger (* 1922)
- 05. November: Ernest Gellner, Anthropologe, Soziologe und Philosoph (* 1925)
- 06. November: Bill Cheesbourg, US-amerikanischer Automobilrennfahrer (* 1927)
- 08. November: Francesca Schinzinger, deutsche Historikerin (* 1931)
- 09. November: Alessandro Cicognini, italienischer Filmkomponist (* 1906)
- 10. November: Ken Saro-Wiwa, nigerianischer Bürgerrechtler und Schriftsteller (* 1941)
- 16. November: Jack Finney, US-amerikanischer Schriftsteller (* 1911)
- 17. November: Salvatore Martirano, US-amerikanischer Komponist (* 1927)
- 17. November: Jean-Pierre Rivière, französischer Komponist (* 1929)
- 20. November: Sergei Michailowitsch Grinkow, russischer Eiskunstläufer (* 1967)
- 21. November: Leila Mourad, ägyptische Filmschauspielerin und Sängerin (* 1918)
- 22. November: Elinborg Lützen, erste färöische Grafikerin (* 1919)
- 23. November: Louis Malle, französischer Regisseur (* 1932)
- 23. November: Peter Surava, Chefredakteur der Zeitung „Die Nation“, Kritiker von Nazi-Deutschland (* 1912)
- 23. November: Jr. Walker, US-amerikanischen Tenorsaxophonist (* 1931)
- 24. November: Dominic Ignatius Ekandem, Kardinal der römisch-katholischen Kirche (* 1917)
- 24. November: Theodor Wieland, deutscher Chemiker (* 1913)
- 26. November: Wolfgang Diezel, deutscher Mediziner und Hochschullehrer (* 1940)
- 26. November: Wim Thoelke, deutscher Fernsehmoderator (* 1927)
- 27. November: Giancarlo Baghetti, italienischer Automobilrennfahrer (* 1934)
- 28. November: Lydia Roppolt, österreichische Malerin (* 1922)
- 29. November: Tanaka Chikao, japanischer Dramatiker und Theaterleiter (* 1905)
- 30. November: Til Kiwe, deutscher Schauspieler (* 1915)

### Dezember
- 01. Dezember: Elisa Huezo Paredes, salvadorianische Schriftstellerin und Malerin (* 1913)
- 04. Dezember: Warren Arthur Ambrose, US-amerikanischer Mathematiker (* 1914)
- 05. Dezember: Reiner Bredemeyer, deutscher Komponist (* 1929)
- 05. Dezember: Gwen Harwood, australische Dichterin und Librettistin (* 1920)
- 05. Dezember: Clair Cameron Patterson, US-amerikanischer Geochemiker (* 1922)
- 08. Dezember: Arthur Birch, australischer Chemiker (* 1915)
- 08. Dezember: Maino Neri, italienischer Fußballspieler und -trainer (* 1924)
- 10. Dezember: Udo Aschenbeck, deutscher Schriftsteller, Buchhändler und Sozialpädagoge (* 1939)
- 12. Dezember: Herbert Schneider, deutscher Politiker (* 1915)
- 12. Dezember: Roberto Agramonte, kubanischer Philosoph, Soziologe und Politiker (* 1904)
- 13. Dezember: Klaus Enderlein, deutscher Motorradrennfahrer (* 1936)
- 15. Dezember: Mano Dayak, einer der Führer und Unterhändler während des Tuareg-Aufstandes in Niger (* 1950)
- 16. Dezember: Anthony Ingrassia, US-amerikanischer Dramatiker, Theaterproduzent und -regisseur (* 1944)

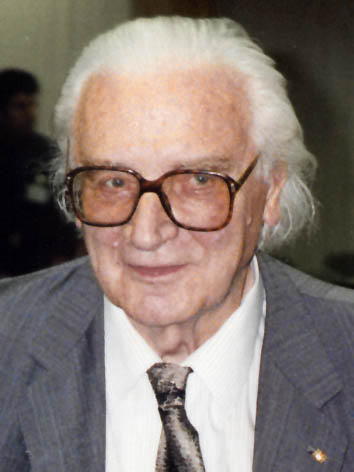
Konrad Zuse (1992)

- 18. Dezember: Josef Aschauer, deutscher Bergsteiger, Bergretter, Skifahrer und Skispringer (* 1902)
- 18. Dezember: Konrad Zuse, deutscher Erfinder des ersten funktionstüchtigen Computers, Bauingenieur und Unternehmer der Zuse KG (* 1910)
- 22. Dezember: Alois Ammerschläger, deutscher Unternehmer und Mäzen (* 1913)
- 22. Dezember: James Edward Meade, britischer Ökonom und Nobelpreisträger (* 1907)
- 22. Dezember: Rafael Villanueva, dominikanischer Dirigent (* 1947)
- 24. Dezember: Martin Achter, deutscher Priester und Prälat (* 1905)
- 24. Dezember: Margaret Harrison, britische Violinistin (* 1899)
- 25. Dezember: Ferdinand Eckhardt, kanadischer Kunsthistoriker (* 1902)
- 25. Dezember: Annelies Kammenhuber, deutsche Hethitologin (* 1922)
- 25. Dezember: Emmanuel Levinas, französischer Philosoph (* 1906)
- 25. Dezember: Marijan Lipovšek, slowenischer Komponist (* 1910)
- 25. Dezember: Dean Martin, US-amerikanischer Sänger, Schauspieler und Entertainer (* 1917)
- 27. Dezember: Ferdinand Auth, deutscher Politiker (* 1914)
- 27. Dezember: Genrich Gasparjan, sowjetischer Schachspieler und Komponist von Endspielstudien (* 1910)
- 28. Dezember: Walther Killy, deutscher Literaturwissenschaftler (* 1917)
- 29. Dezember: Nello Celio, Schweizer Politiker (FDP) (* 1914)
- 29. Dezember: Shura Cherkassky, russisch-amerikanischer Pianist (* 1909)
- 29. Dezember: Richard Langeheine, deutscher Politiker (* 1900)
- 29. Dezember: Wolfgang Pietzsch, deutscher Schachspieler (* 1930)
- 30. Dezember: Heiner Müller, deutscher Dramatiker, Schriftsteller, Regisseur und Intendant (* 1929)
- 31. Dezember: Fritz Eckhardt, österreichischer Schauspieler, Autor und Regisseur (* 1907)
- 31. Dezember: Wilfried Joest, deutscher Theologe und Professor (* 1914)
- 31. Dezember: Eduardo Hernández Moncada, mexikanischer Komponist, Pianist und Dirigent (* 1899)
- 31. Dezember: Aleksi Matschawariani, georgischer Komponist (* 1913)

### Datum unbekannt
- František Čech, tschechischer Geochemiker und Mineraloge (* 1929)
- Magnus Henning, deutscher Komponist und Pianist (* 1904)
- Chombo Silva, kubanischer Geiger und Saxophonist (* 1913)

## Wissenschaftspreise

### Nobelpreise

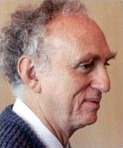
Martin Lewis Perl

- Physik: Martin Lewis Perl und Frederick Reines
- Chemie: Paul J. Crutzen, Mario J. Molina und Frank Sherwood Rowland
- Medizin: Edward B. Lewis, Christiane Nüsslein-Volhard und Eric F. Wieschaus
- Literatur: Seamus Heaney
- Friedensnobelpreis: Józef Rotblat und die Pugwash Conferences on Science and World Affairs
- Wirtschaftswissenschaft: Robert E. Lucas

### Turing Award
- Manuel Blum, für die die Komplexitätstheorie und deren Anwendung in der Kryptographie und Programmprüfung.

## Musik
- 3. Mai: Uraufführung der Oper I Was Looking at the Ceiling and Then I Saw the Sky von John Adams an der University of California, Berkeley.
- 13. Mai: Secret Garden gewinnen in Dublin mit dem Lied Nocturne für Norwegen die 40. Auflage des Eurovision Song Contest.
- Die Rockgruppe Böhse Onkelz veröffentlicht Hier sind die Onkelz, ihr erstes Album bei dem Major-Label Virgin Records. Handelsketten wie WOM oder Media Markt reagieren mit Verkaufsboykott.
- 2. September: Eröffnung des Museums der Rock and Roll Hall of Fame in Cleveland, Ohio.
- Die MTV Europe Music Awards finden in Paris (Frankreich) statt.

Siehe auch: Nummer-eins-Hits 1995 in  Australien, Belgien, Dänemark, Deutschland, Finnland, Frankreich, Irland, Italien, Japan, Kanada, Neuseeland, den Niederlanden, Norwegen, Österreich, Schweden, der Schweiz, Spanien, Ungarn, den Vereinigten Staaten und im Vereinigten Königreich.
Siehe auch: Kategorie:Musik 1995

### Bandgründungen
- Air
- Die Apokalyptischen Reiter
- Beatsteaks
- Brain Failure
- Bright Eyes
- Foo Fighters
- Godsmack
- In Extremo
- Madrugada
- Morcheeba
- Nickelback
- System of a Down
- Slipknot
- Soilwork
- Strapping Young Lad
- Wilco

### Album-Veröffentlichungen
- AC/DC – Ballbreaker
- Die Ärzte – Planet Punk
- Alice in Chains – Alice in Chains
- Atrocity feat. Das Ich – Die Liebe
- Blind Melon – Soup
- The Chemical Brothers – Exit Planet Dust
- Popa Chubby – Booty and the Beast
- Deftones – Adrenaline
- Die Doofen (Wigald Boning & Olli Dittrich) – Lieder, die die Welt nicht braucht
- Faith No More – King for a Day, Fool for a Lifetime
- Die Fantastischen Vier – Lauschgift
- Garbage – Garbage
- Green Day – Insomniac
- Haemorrhage – Emetic Cult
- Incubus – Fungus Amongus
- Jawbreaker – Dear You
- Elton John – Made in England
- Kyuss – ...And the Circus Leaves Town
- Lagwagon – Hoss
- Life of Agony – Ugly
- Madonna – Something to Remember
- Marusha – Wir
- Matthias Reim – Alles Klar
- Michael Jackson – HIStory – Past, Present and Future Book I
- Moonspell – Wolfheart
- Alanis Morissette – Jagged Little Pill
- Mr. Bungle – Disco Volante
- No Use for a Name – Leche Con Carne
- Oasis – (What’s the Story) Morning Glory? (mit bisher 22 Millionen verkauften Tonträgern die erfolgreichste Veröffentlichung der Band)
- Paradise Lost – Draconian Times
- Pennywise – About Time
- Pulp – Different Class
- Pur – Abenteuerland
- Queen – Made in Heaven (das letzte Studioalbum der Band)
- Radiohead – The Bends
- Rammstein – Herzeleid
- Red Hot Chili Peppers – One Hot Minute
- The Rolling Stones – Stripped (Live)
- Sick of It All – Spreading the Hardcore Reality und Live in a World Full of Hate (Live)
- The Smashing Pumpkins – Mellon Collie and the Infinite Sadness
- Sonic Youth – Washing Machine
- Spermbirds – Family Values
- Strapping Young Lad – Heavy as a Really Heavy Thing
- Van Halen – Balance
- Wolfgang Petry – Egal
- The Verve – A Northern Soul
- Wilco – A.M.